# Capellegoed

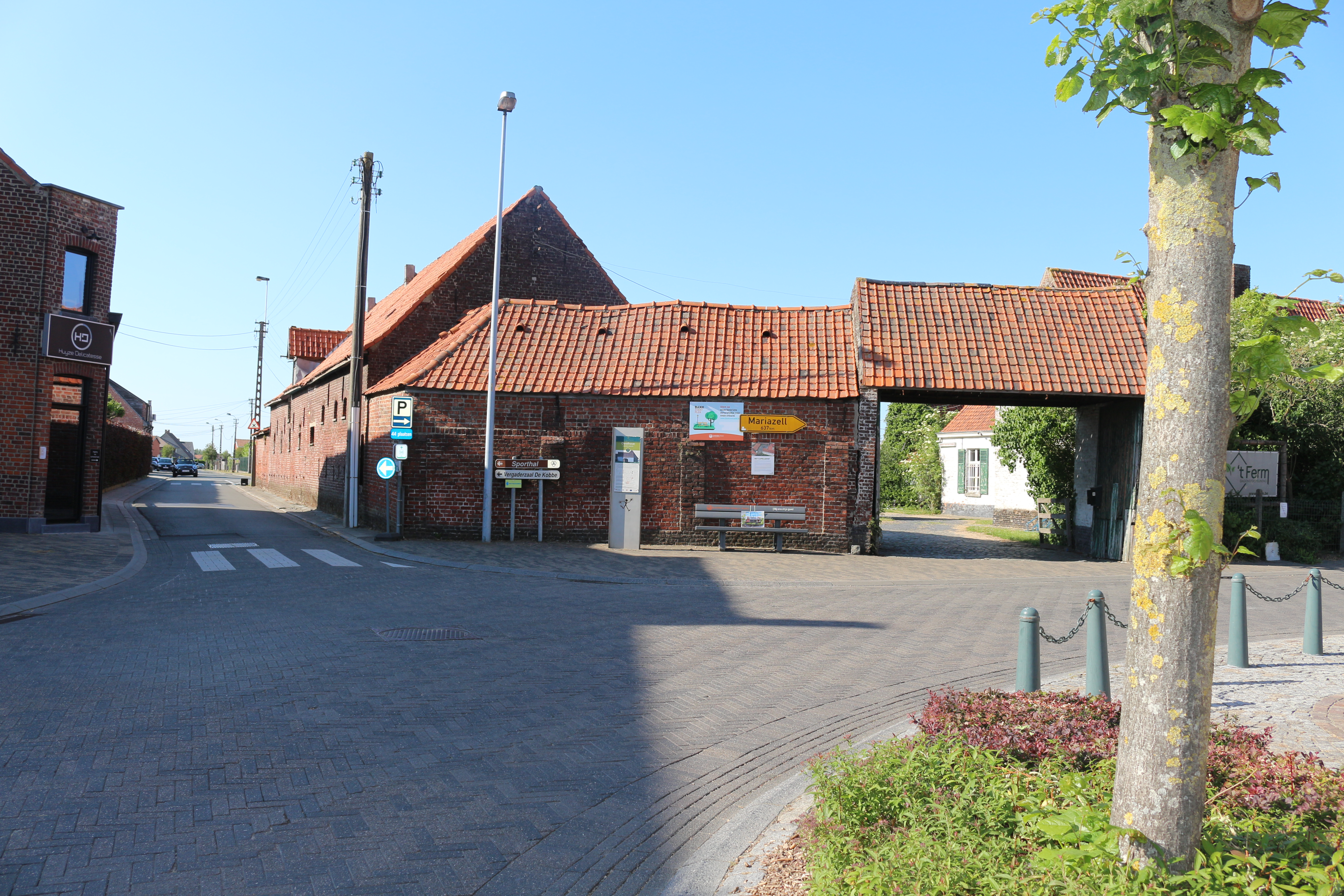
Het Capellegoed anno 2020

Het Capellegoed ook Capellehof of Hoeve Verhaeghe is een hoeve in de West-Vlaamse gemeente Ledegem in de plaats Rollegem-Kapelle, gelegen aan Sint-Jansplein 10. De hoeve werd in loop van 19de eeuw kortstondig gekend als Kasteelgoed. Ze is geklasseerd als beschermd dorpsgezicht en beschermd monument.
De site is nauw verbonden met de ontstaansgeschiedenis van het dorp. Het huidige uiterlijk van het complex is voornamelijk 19e-eeuws. De gebouwen staan gegroepeerd rond een erf dat betreden wordt door een eenvoudig poortgebouw. De boerderij ligt in de kom van het dorp, tegenover de kerk. Oorspronkelijk was het halfgesloten en omgracht. Na 1843 verdween de omgrachting, maar de opstelling van de gebouwen bleef ongewijzigd.

## Ontstaan

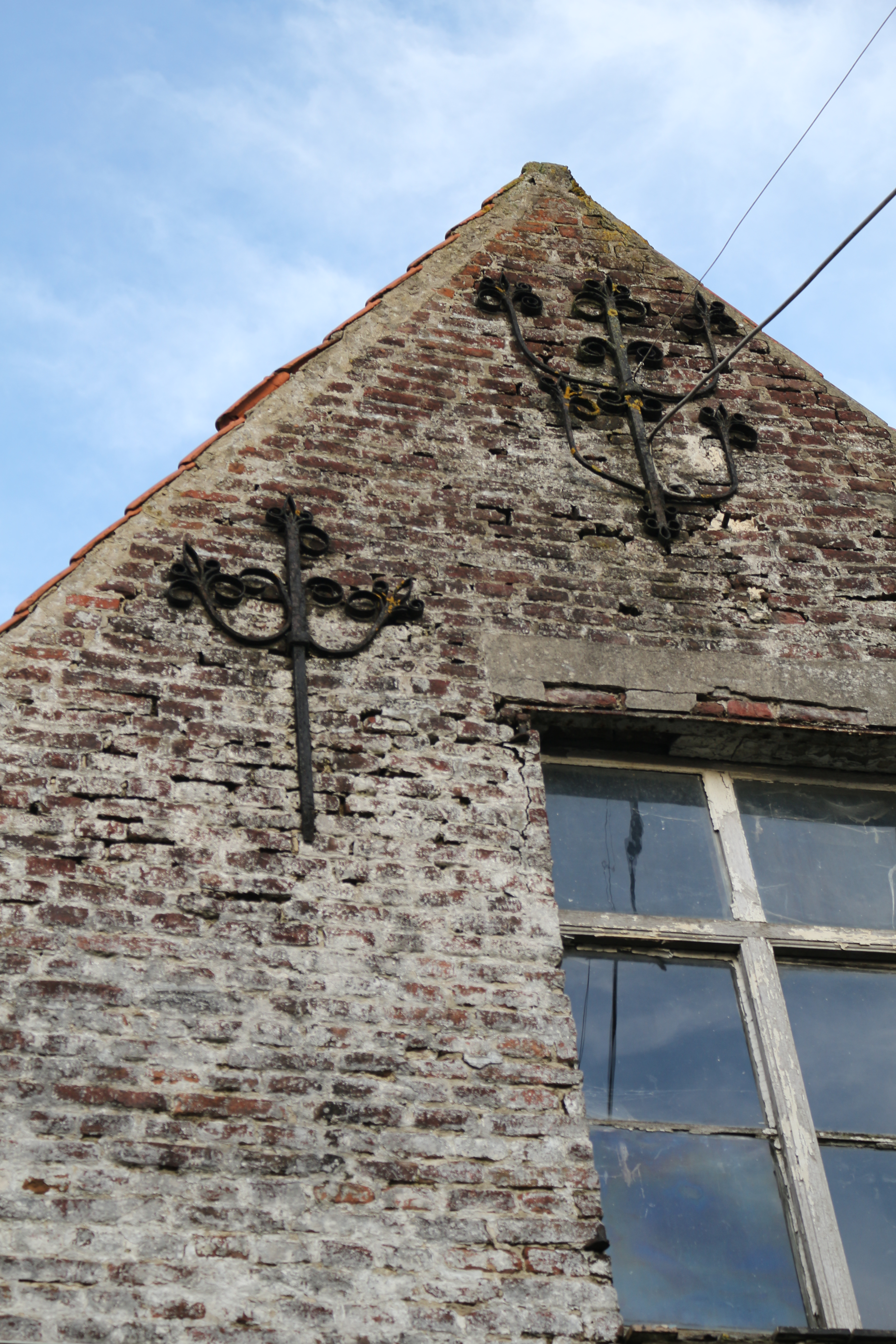
Muurankers uit 1702

De geschiedenis gaat terug tot in de 13e eeuw. Hendrik van Morslede doet in 1213 aan  Wilhem van Rolleghem (Rollegem-Kapelle) en zijn vrouw " enige thienden en een half bunder lands" cadeau. Hij gaf er opdracht tot het bouwen van een kapel, kerkhof en woning voor de kapelaan, in ruil voor de genade Gods.
In 1623 werd de kapel (huidige kerk) verbouwd en tegelijkertijd vermoedelijk ook de woning. Een inscriptie op de dwarsbalk  in de hoevewoning versterkt dit vermoeden. Het huis was zo ingericht dat de heren van Rollegem bij hun  aanwezigheid gebruik konden maken van de voorkamer. Men kon van hieruit de kapel via een brugje over de toen nog gedeeltelijke wal de exclusieve zijingang betreden.
In een koffer op het Capellehof, die toen het centrum van onze heerlijkheid was, werden meerdere geschreven documenten bewaard. Enkele verwijzen naar de plundertochten van het, in de winter van 1667, gestrande leger van de Zonnekoning. In 1693 werd de woning versterkt tegen de plundertochten.
In 1702 kreeg het oudste gedeelte van het goed haar definitieve uitzicht, dit kan afgelezen worden aan de gekrulde muurankers.
Bij de vrede van Utrecht in 1713 werd dit deel van Vlaanderen Oostenrijkse Nederlanden. Vanaf de tweede helft van de 18e eeuw komt er even rust. In 1740 viel het leger van de Franse koning Lodewijk XV Vlaanderen terug binnen en bezette het tot na de vrede van Aken in 1748. De bevolking die al bijzonder hard getroffen was door voedselschaarste na de slechte oost, kreeg opnieuw bezoek van een plunderend leger. Met hun komst werd de streek ook geteisterd door mond-en-klauwzeer, een gevreesde koeienplaag, die eigenaardig genoeg ook na hun vertrek verdween. De bevolking herstelde maar moeizaam, een tiende was behoeftig of bedelaar. Pas vanaf 1760 kwam hier verbetering in toen Keizerin Maria Theresia met de textielproductie voor een nieuwe bron van inkomsten zorgde.Ook op het Capellehof werd een weefkamer ingericht.
Tot de Franse revolutie is het goed in handen van heren van Rollegem. Het Capellehof was als een buitenverblijf waar ze een paar keer per jaar kwamen. Deze heren hadden veel macht, waaronder een baljuw aanstellen. In de voorste kamer werd in 1782 een doodvonnis uitgesproken voor 'pietje den dief'.
In 1869 werd de hoeve opeenvolgend bewoond door Joseph Vandermersch, Pierre Vandermersch en Joannes Decruyenaere, de verschillende burgemeesters van Rollegem-Kapelle. In die tijd is een aantal aanpassingen aan het goed gebeurd. Zo werd de omwalling gedempt omwille van de aanleg van de Sint-Jansstraat en kreeg de stalvleugel zijn uiteindelijke vorm door uitbreiding langs de kant van de Schoolstraat. De dochter van Burgemeester Decruyenaere huwde met Cyriel Verhaeghe, wat de oorsprong van de benaming ‘Hoeve Verhaeghe’ verduidelijkt. Het vernieuwde pachtcontract spreekt over ‘het Kasteelgoed’. Vanaf dan wordt de uitbating van de hoeve overgedragen van vader op zoon; eerst door Cyriel Verhaeghe, daarna door Jozef Verhaeghe en als laatste door José Verhaeghe.

## Het hoevecomplex
Het hoevecomplex bestaat uit meerdere gebouwen waarvan de hoevewoning, de stalvleugel met poortgebouw en de dwarsschuur de oudste waren.Toch hebben de dwarsschuur en de stalvleugel een voornamelijk 19e-eeuws uitzicht. Hier en daar zijn gevelopeningen aangepast. De varkensstal en de tabaksast zijn eerder 20e-eeuws.

### De hoevewoning

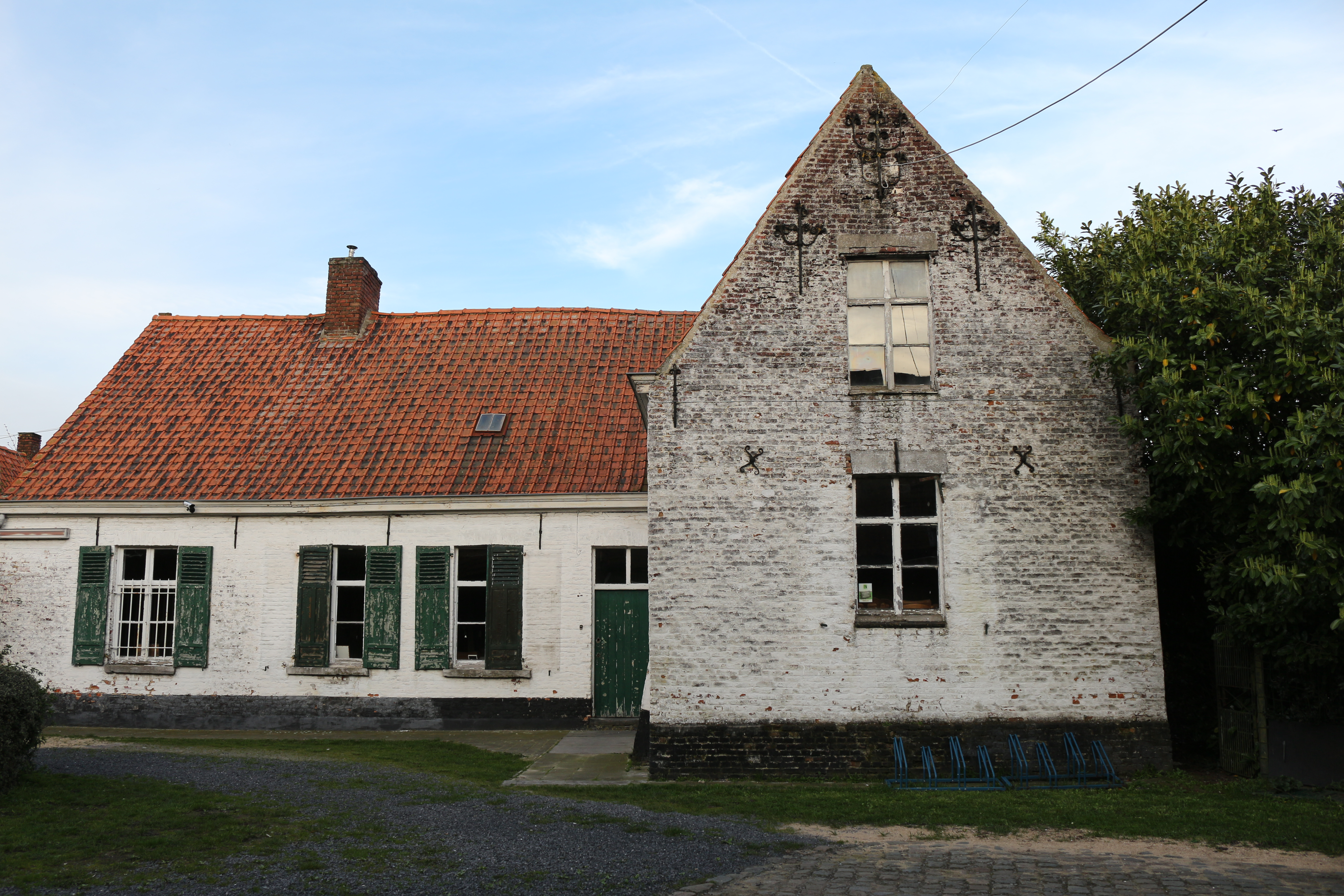
Het aanbouw bevindt zich haaks op het oorspronkelijke gebouw

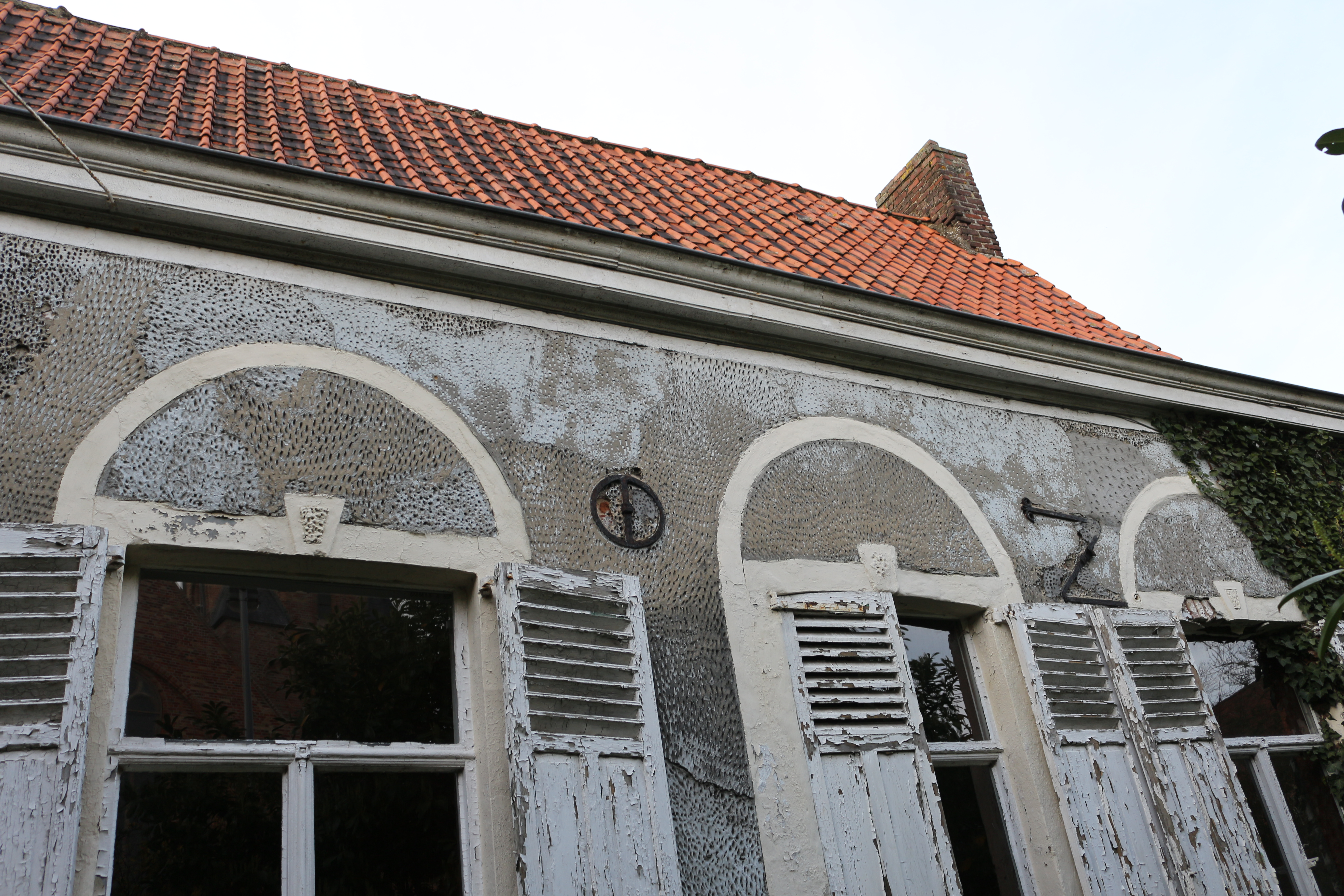
De rechthoekige muuropeningen en de deuropeningen bevinden zich onder een latei met sluitsteen en een boogveld.

De hoevewoning is als merkwaardig boerenhuis gedateerd door middel van muurankers 1702 en met mogelijks oudere kern van 1623 waar de balksleutel binnen getuige van is. In 1830 werd een aanbouw aan de hoevewoning toegevoegd, haaks op het oorspronkelijke gebouw. In de oksel van het gebouw werd in latere periode een veranda aangebouwd onder transparante platen. Langs de kant van de voorkamer zien we een totaal andere bouwstijl met een gevelafwerking bestaand uit een grijze beraping op een lichtgeel geschilderde gecementeerde plint. In de gevel zijn acht gevelopeningen aangebracht die vlak zijn uitgepleisterd in dezelfde kleur als de gecementeerde plint. De rechthoekige muuropeningen en de deuropeningen bevinden zich onder een latei met sluitsteen en een boogveld.

### Het poortgebouw met hoekschuur

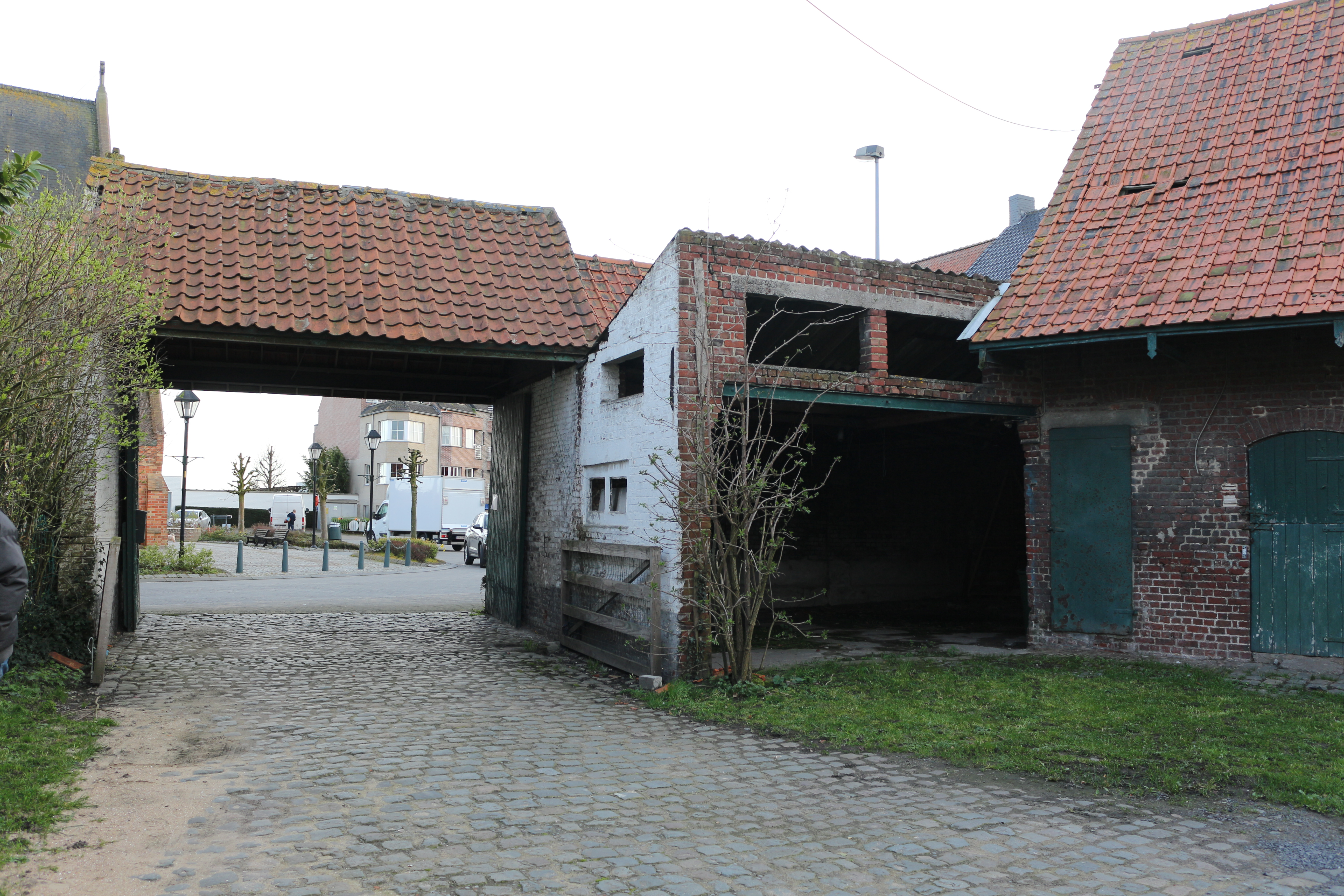
Zicht vanaf de binnenkoer op de verbinding tussen de stalvleugel en poortgebouw door middel van de hoekschuur.

Het poortgebouw is het aangezicht van de site. Het is de enige toegang. Het poortgebouw is niet meer dan twee dikke bakstenen muren, gemetseld in staand verband en wit geschilderd met zwart gepekte plint waarboven een zadeldak met natuurrode Boomse of Vlaamse pannen rust. Het kan afgesloten worden aan de hand van twee houten poorten in groenblauwe schilder afwerking.
De hoekschuur vormt de verbinding tussen de stalvleugel en het poortgebouw. Wat materiaal betreft komt de hoekschuur grotendeels overeen met de stalvleugel: rood metselwerk in staand verband en dakbedekking in natuurrode stormpannen. Merkwaardig aan deze hoekschuur is een toegevoegd volume, tevens in rode baksteen, met een dakbedekking in asbesthoudende platen. Aan de kant van de binnenkoer treffen we drie gevelopeningen aan. De kant in het verlengde van het poortgebouw is mee geschilderd in wit met gepekte plint. Langs deze zijde bevindt zich tevens een rechthoekige gevelopening

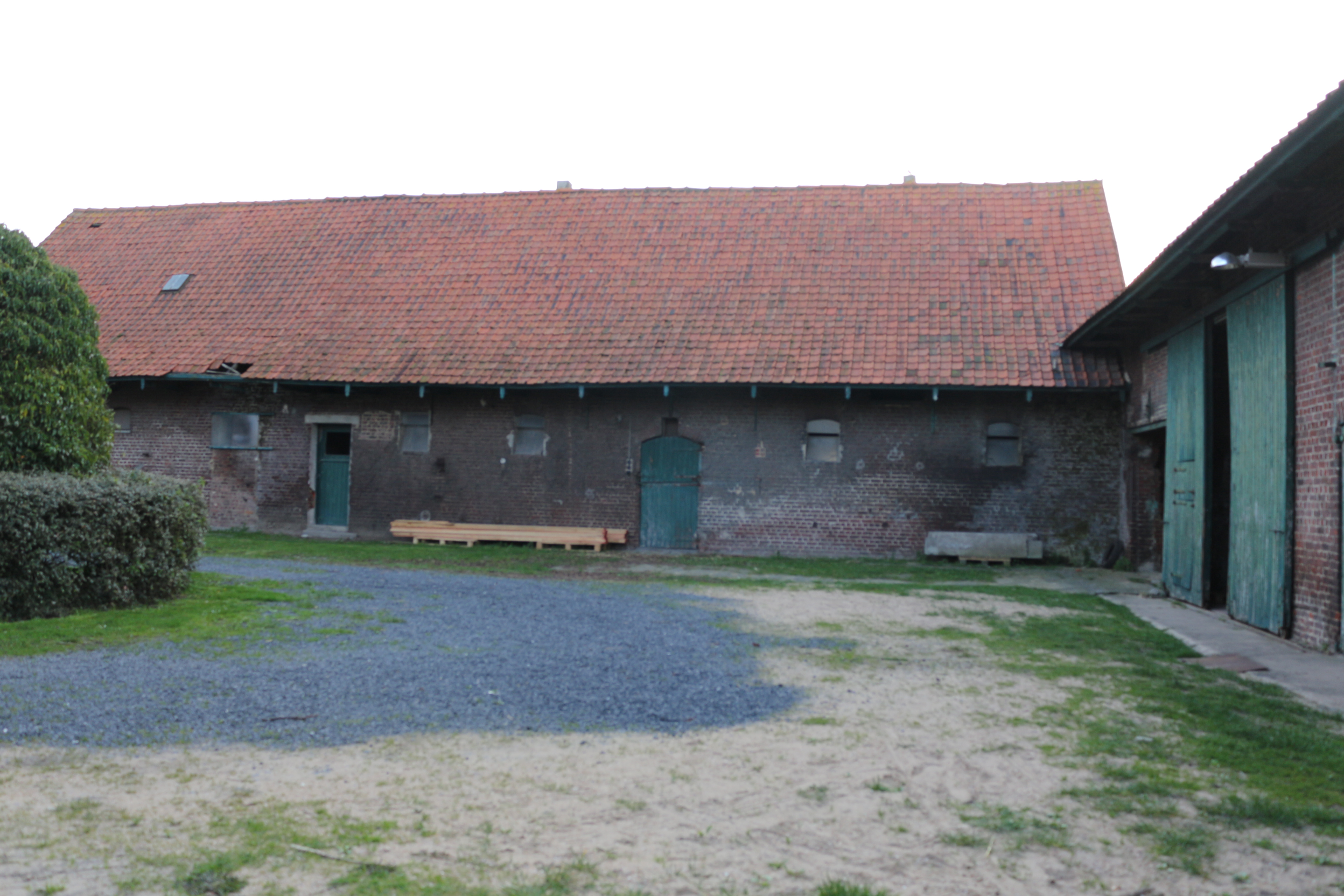
Stalvleugel

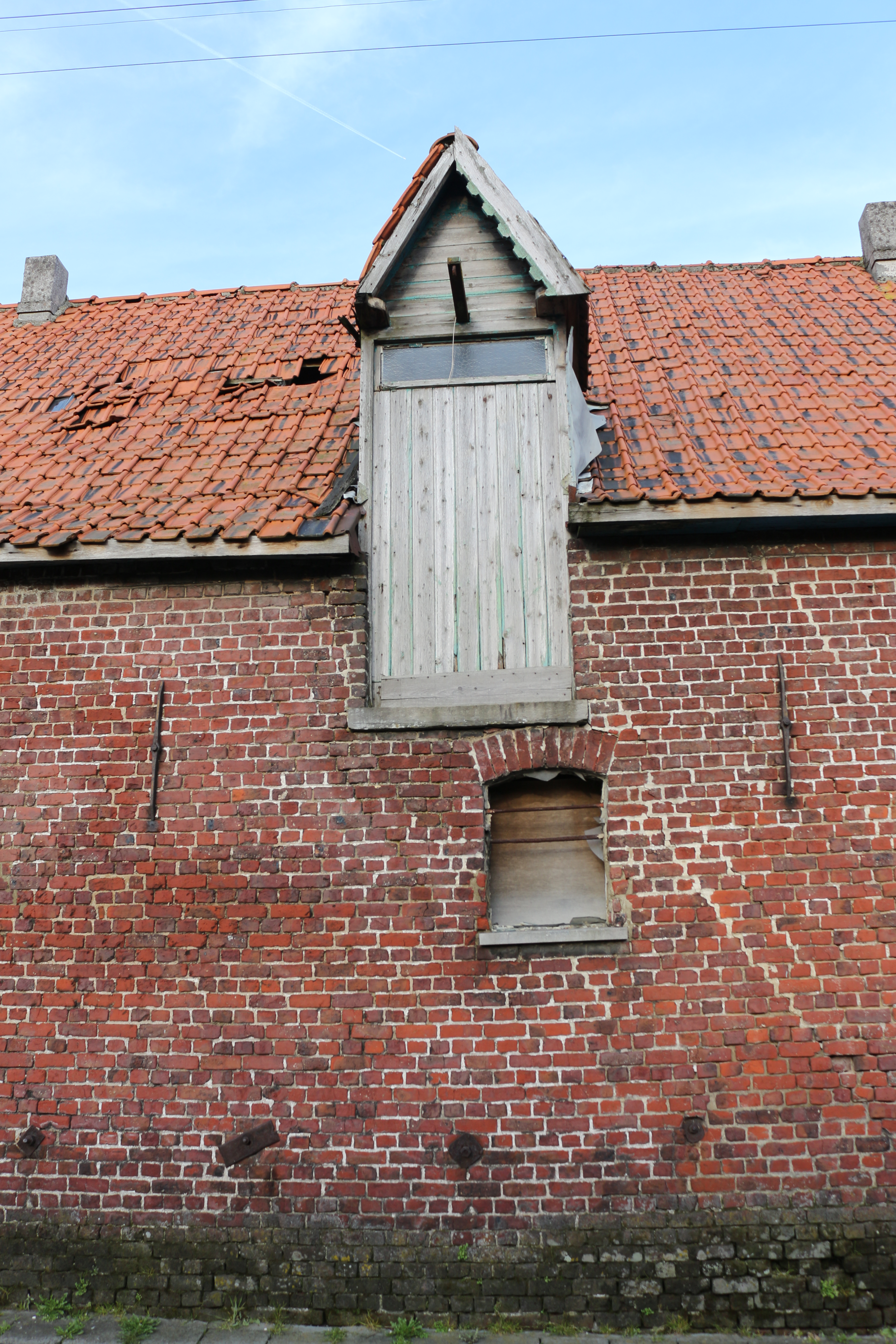
Laadluik

### De stalvleugel
In de lange geschiedenis van de stalvleugel heeft de gevel talrijke aanpassingen ondergaan. Deze zijn duidelijk af te lezen op de gevel, daar ze op een slordige manier zijn uitgevoerd. Het laadluik naar de zolder is een stille getuige van de bedrijvigheid van weleer. We kunnen ervan uitgaan dat alle openingen met gebogen latei in metselwerk authentiek zijn. Het zadeldak heeft langs de binnenkoer een verdere oversteek.

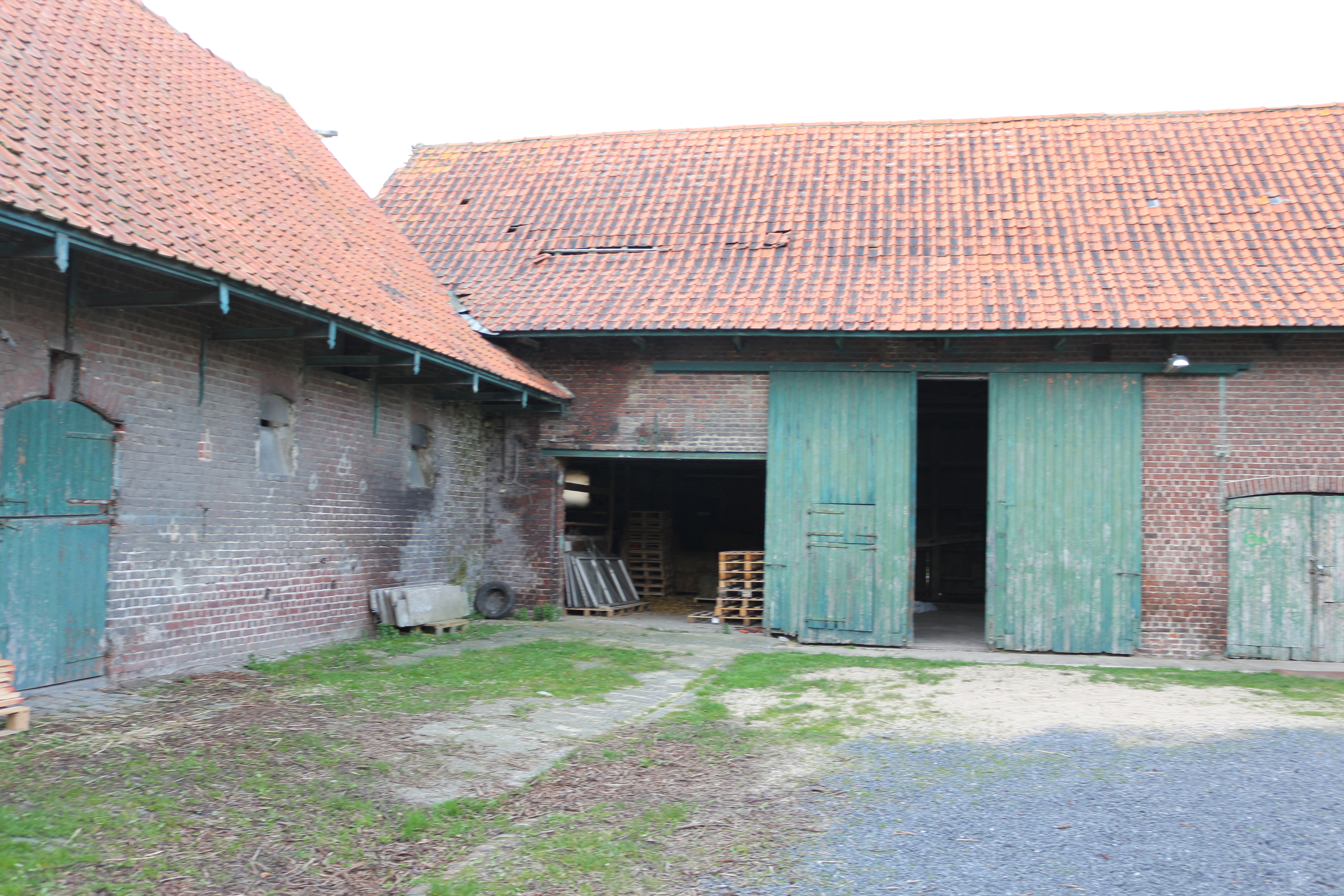
Dwarsschuur

### De dwarsschuur
Net zoals de stalvleugel zie je op de Ferrariskaart reeds de dwarsschuur met wagenhuis vermeld. Hoewel het uitzicht eerder 19e-eeuws aandoet. De muur-hoge staldeuren zijn terug geschilderd in de typische blauwgroene kleur. In het gebouw vindt men onder andere een aardappelkelder.

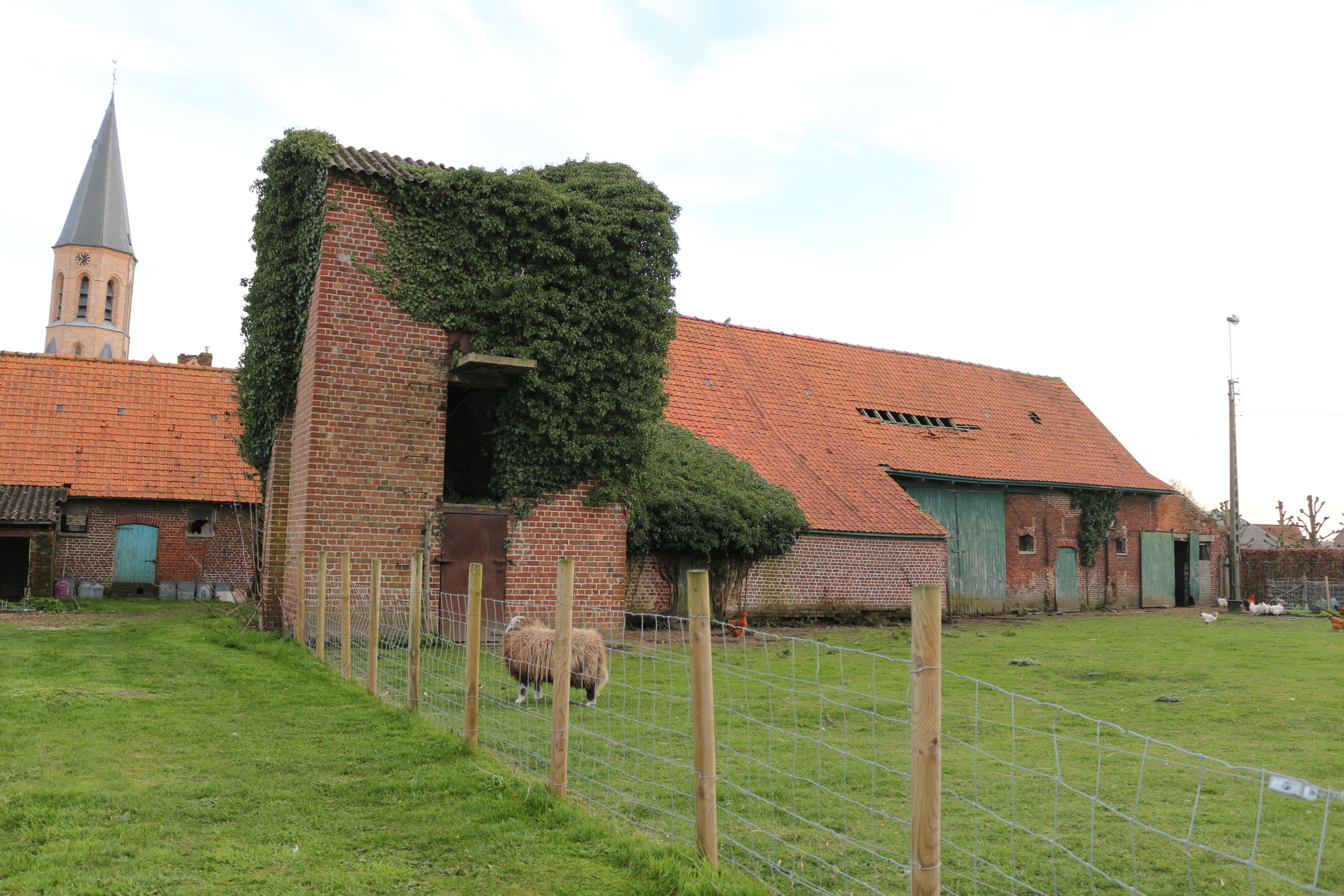
De tabaksast

### De tabaksast en de varkensstal
De tabaksast is vermoedelijk pas in de 20ste eeuw door de familie Verhaeghe gebouwd. De ast is opgebouwd uit bakstenen in staand verband met een dakbedekking in golfplaten. Enkel in de zuidkant zijn er gevelopeningen gemaakt: een poortopening en een laadluik. Het groen overwoekert bijna het volledige gebouw.

## Tijdens WOI
Hoewel Rollegem-Kapelle slechts een klein boerendorpje was ontsnapte het ook niet aan 'de Grote Oorlog', zo ook niet hoeve Verhaeghe. In het naslagwerk  "Rollegem- 

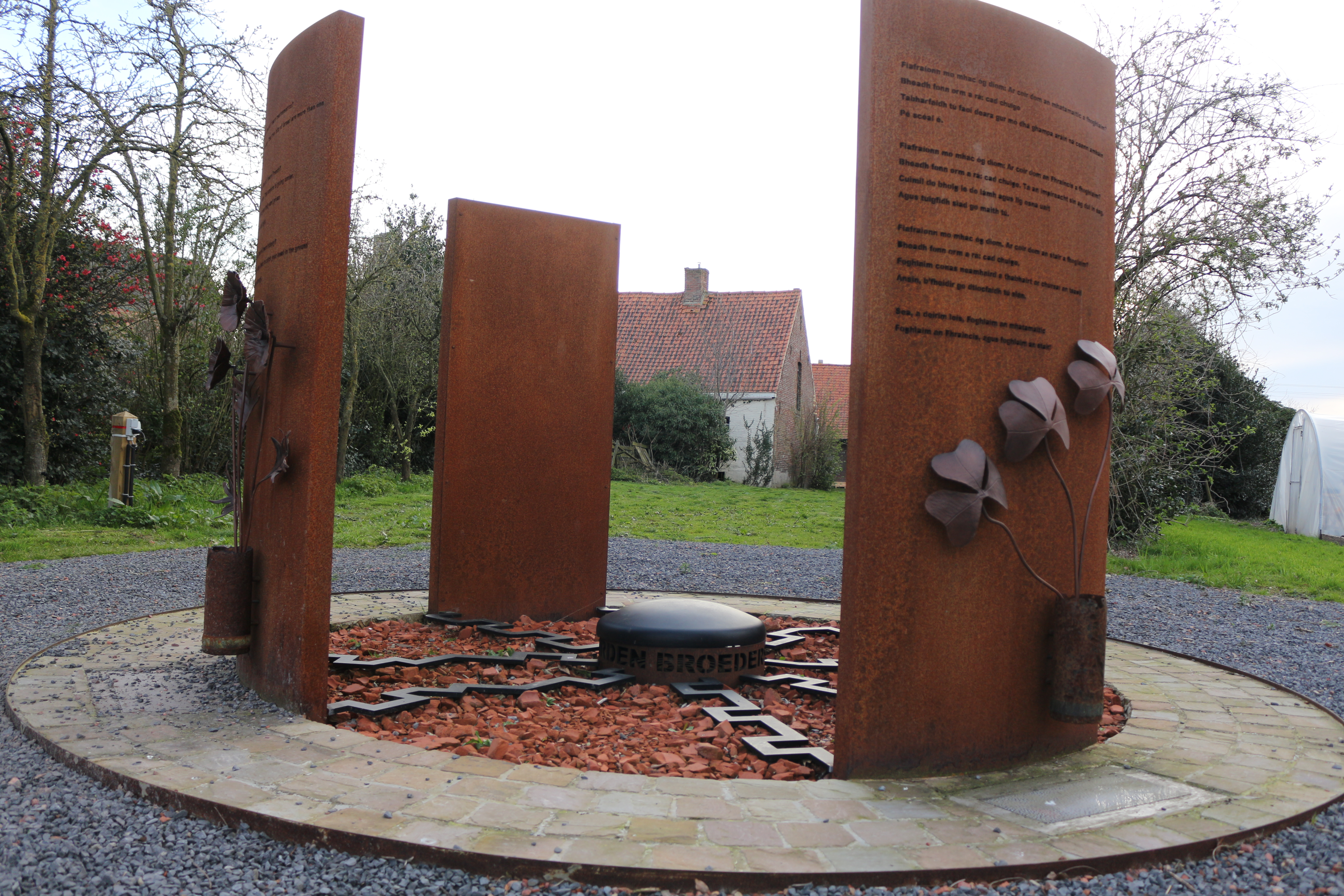
Een waargebeurd verhaal dat zich afspeelde op 14 oktober 1918, de dag dat Ledegem werd bevrijd, dient als inspiratie voor dit vredesmonument.

Kapelle Tijdens WO1 " van de tentoonstelling van de heemkring Rollegem-Kapelle, zijn meerdere anekdotes beschreven. Zo herbergden de toenmalige bewoners ongewild zowel Engelse als Duitse soldaten. De stalvleugel en dwarsschuur deed, na 'schuwe maandag', dienst als opslagruimte van in beslag genomen goederen. De bevolking was vindingrijk, op de zolder, waar de in beslag genomen tarwe gestapeld lag, waren "kannen buizen" ingemetseld om zo verse luchttoevoer te voorzien. In deze lagere gelegen buizen stak men stiekem een buis om zo tarwe af te tappen. De bezetter bij de neus nemen was een leuke maar gevaarlijke bezigheid.
Naarmate de oorlog vorderde werd Rollegem-Kapelle steeds vaker gebruikt als  bevoorradingsplaats en om gewonde soldaten te laten revalideren. Het verhaal van de soldaat op de dag van de bevrijding, 14 oktober 1918, was dan ook de inspiratie voor het vredesmonument op de site. Een Engelse soldaat belooft om via de Ierse aalmoezenier de bezittingen van een zwaargewonde Duitse soldaat naar zijn ouders in Oberammergau te sturen. Uiteindelijk slaagt hij in zijn opzet. Naar het voorbeeld van de Engelse soldaat, staat dit monument in het teken van respect, menselijkheid, verantwoordelijkheidszin en moed.
In kader van de herdenkingen rond WO1 deed ook BBC One een reportage rond het monument.

## In eigen beheer
Na het vertrek van de familie Verhaeghe komt de hoeve meerdere jaren leeg te staan. De nieuwe eigenaar, Mavy nv., heeft de wens de site te ontwikkelen. Hij is echter niet bereid rekening te houden met het socio-culturele belang van de site. In 1999 wordt het Capellegoed geklasseerd als beschermd dorpsgezicht en beschermd monument. De gemeente en de nieuwe eigenaar kunnen het niet eens worden rond de plannen. In 2017 werd de hoeve terug aangekocht door de gemeente Ledegem. Men wil de hoeve terug een belangrijke rol in het dorpsgebeuren geven. Dit jaar (2020) starten de renovatiewerken.

## Het Capellegoed verbindt
De omgeving van de site wordt getransformeerd van gesloten private hoeveomgeving tot een publiek toegankelijk, open, groen domein. De stalvleugel en de hoekschuur worden bestemd als dagcentrum voor mensen met een beperking. In 2022 zullen Superette Capellehof (Mariënstede vzw) en dagcentrum 't Ferm hun intrek nemen in de hoeve. In de stalvleugel wordt een hoevewinkel met polyvalente ruimte georganiseerd. De verdieping van de stalvleugel wordt gereactiveerd door het onderbrengen van een atelierruimte en verschillende werkingsruimten. De hoekschuur doet hierbij dienst als overdekte markt. De dwarsschuur wordt, net als de stalvleugel, herbestemd als dagcentrum voor mensen met een beperking. Hier gebeurt dit onder andere door mee te werken op de boerderij: in de moestuin, bij het verzorgen van de dieren,…De onmiddellijke link met het boerderijgebeuren wordt benadrukt door de moestuin, de grasweide en de boomgaard. Op het gelijkvloers komt een ontvangstruimte, refter met open keuken en een zitruimte. Op de verdieping zijn twee atelierruimtes voorzien. Het is echter niet de bedoeling dat het dagcentrum het monopolie over het gebruik van de ruimten in handen heeft, het polyvalent gebruik van de ruimtes is van groot belang. Later volgen nog andere verenigingen.
De hoeve moet de warme en huiselijke sfeer behouden. Vanuit dit opzicht wordt door de gemeente de optie voor het openen van een restaurant bekeken. Op die manier verkrijgt het Capellehof een publieke functie, en kan het opnieuw ten volle door de buurtbewoners worden opgenomen.
In afwachting van de renovatiewerken kreeg Superette Capellehof reeds een onderkomen in de Sint-Jansstraat en  atelierwerking 't Ferm  in het oude gemeentehuis uit  1920 in de schoolstaat.

## Fotogalerij

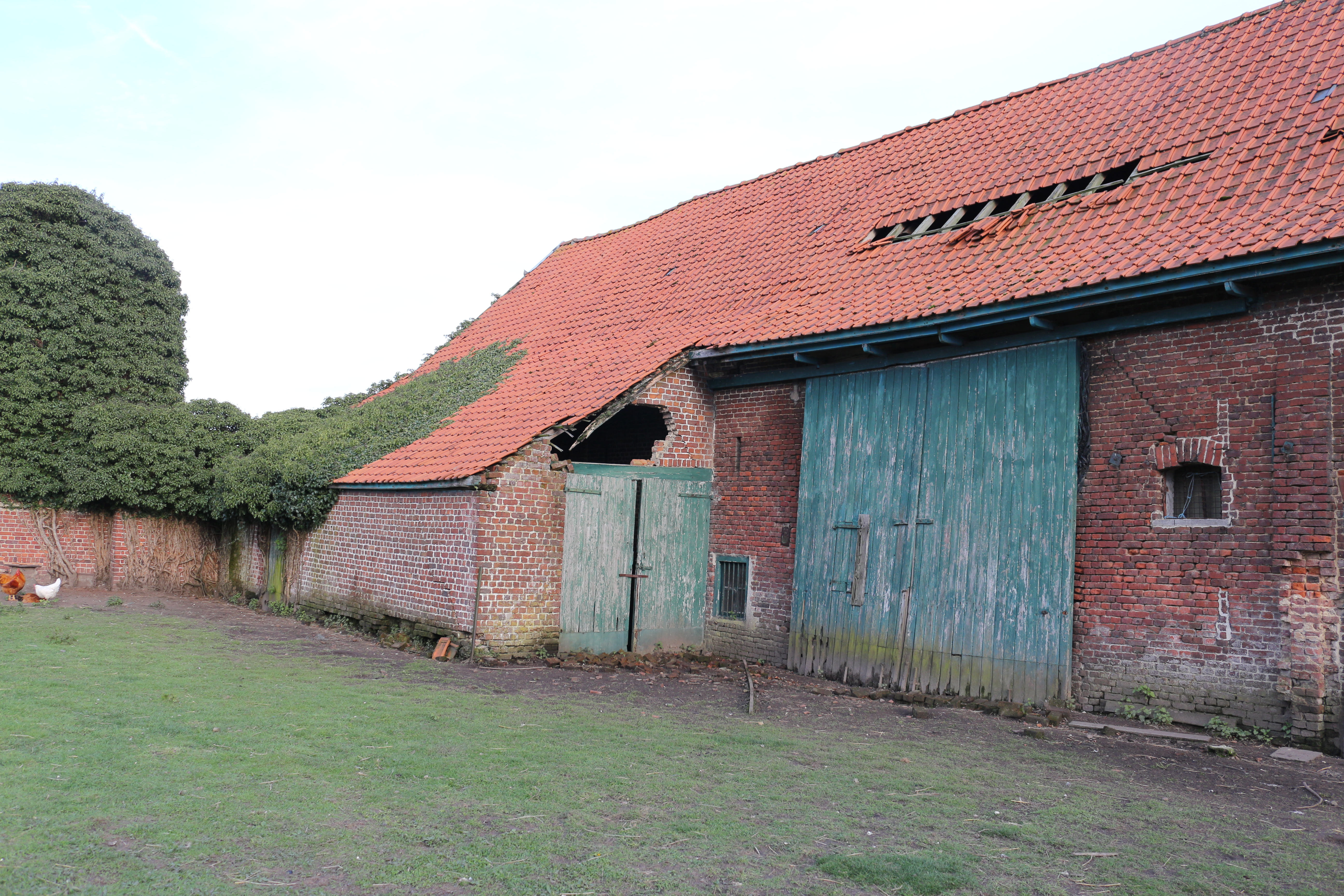
de stalvleugel met uitbouw
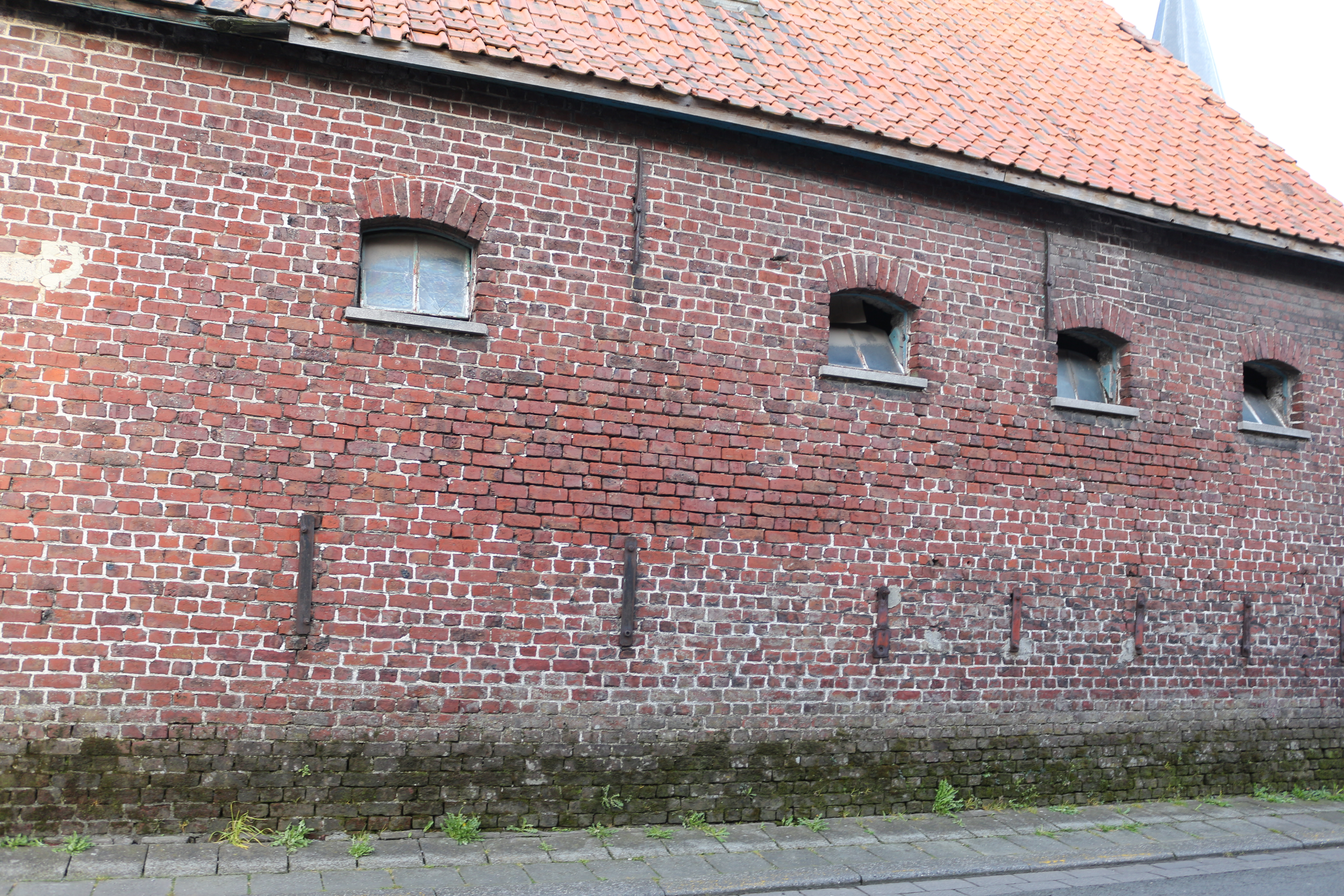
Zijgevel van de stalvleugel, foto genomen vanuit de Schoolstraat.
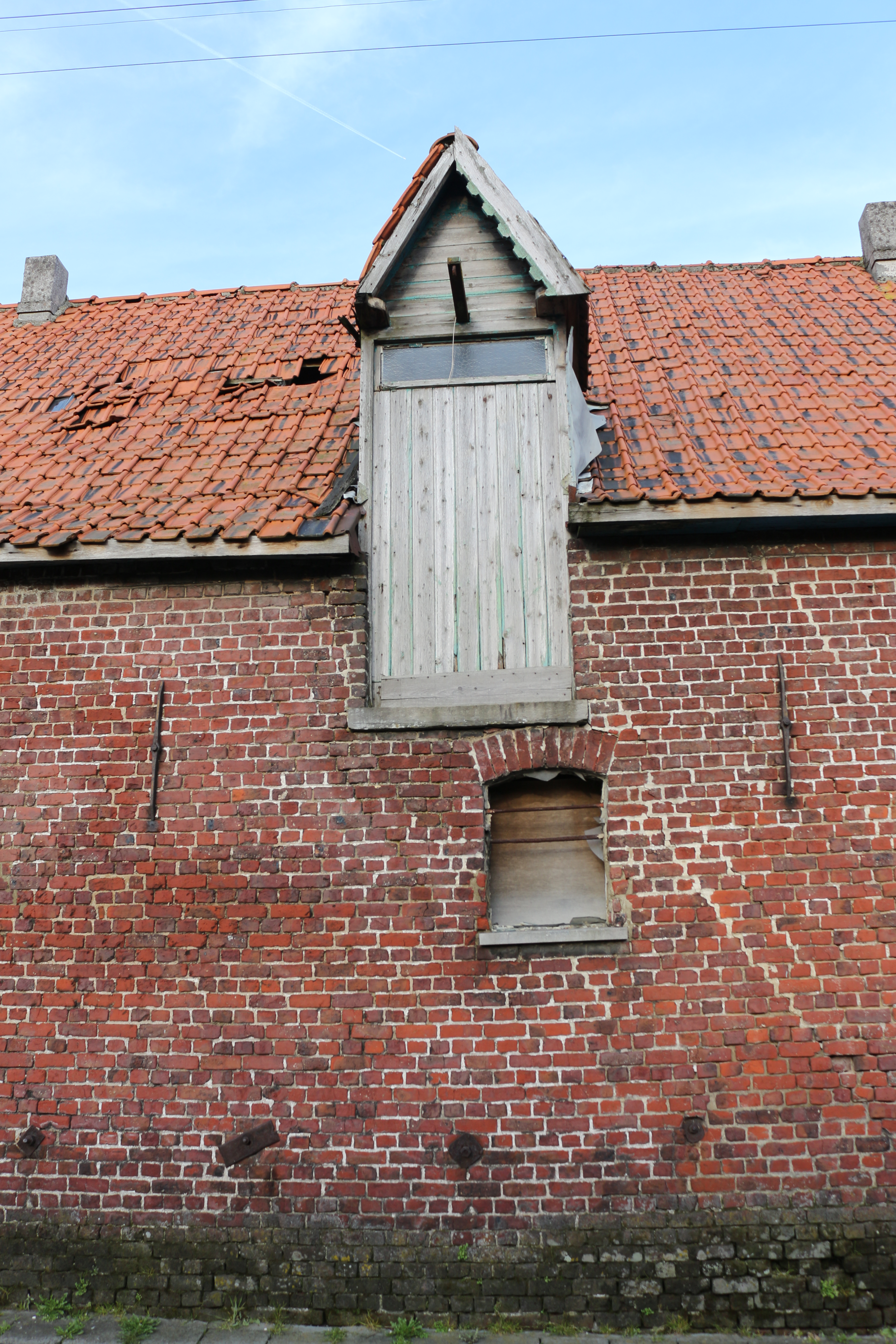
Houten zolderdeur,hierlangs kon men laden en lossen.
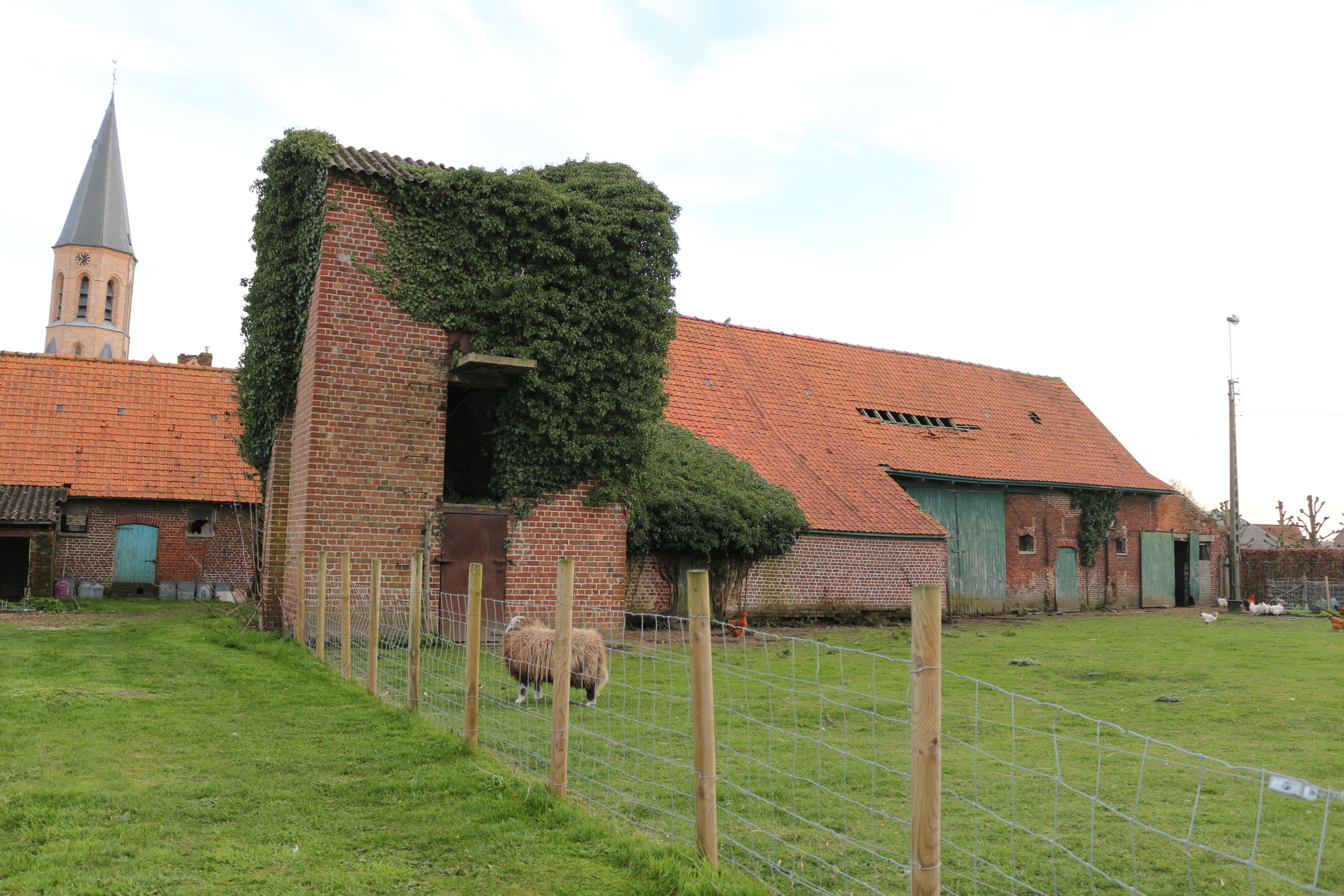
De tabaksast, het Capellegoed.
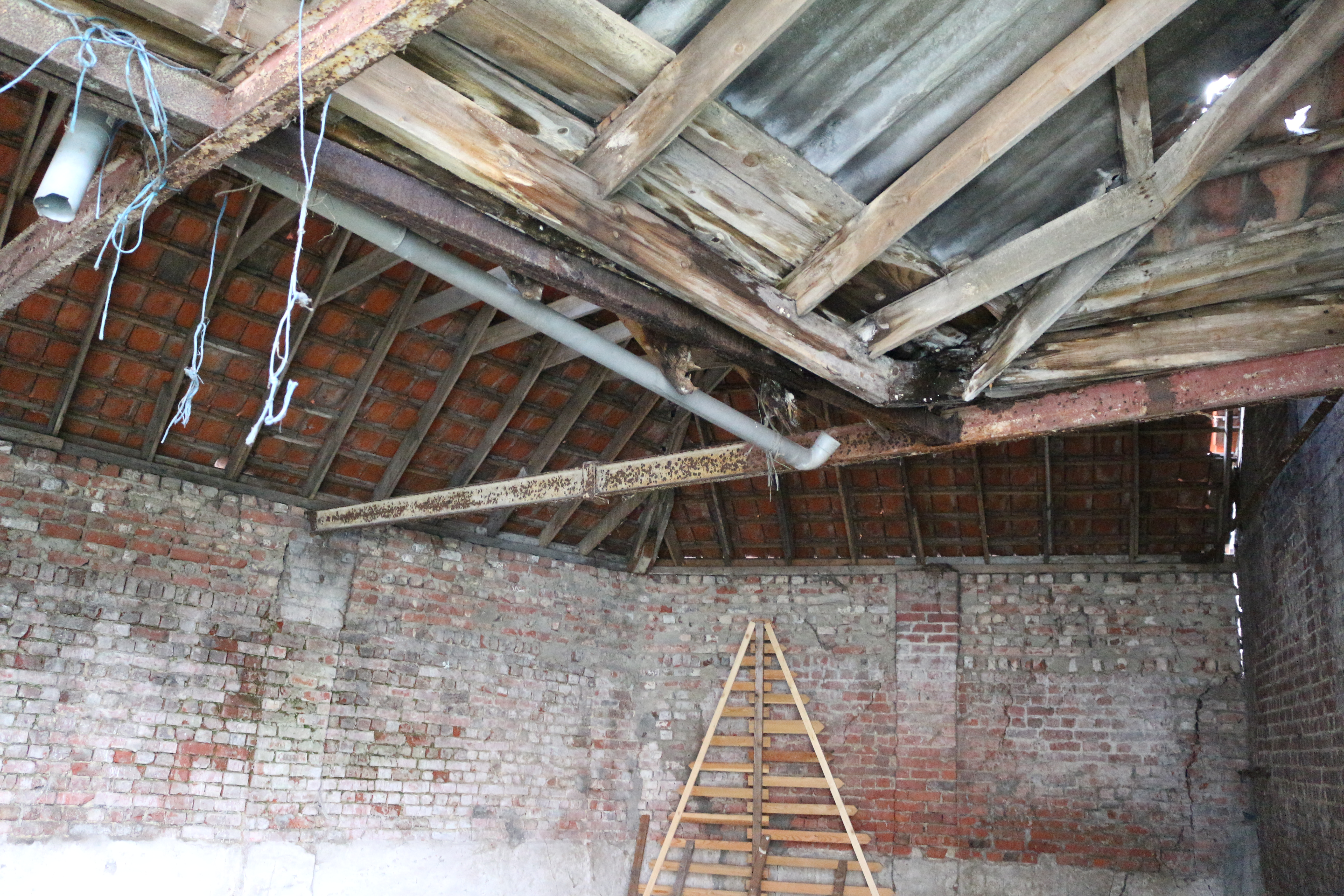
Overkapping tussen het poortgebouw en de stalvleugel.
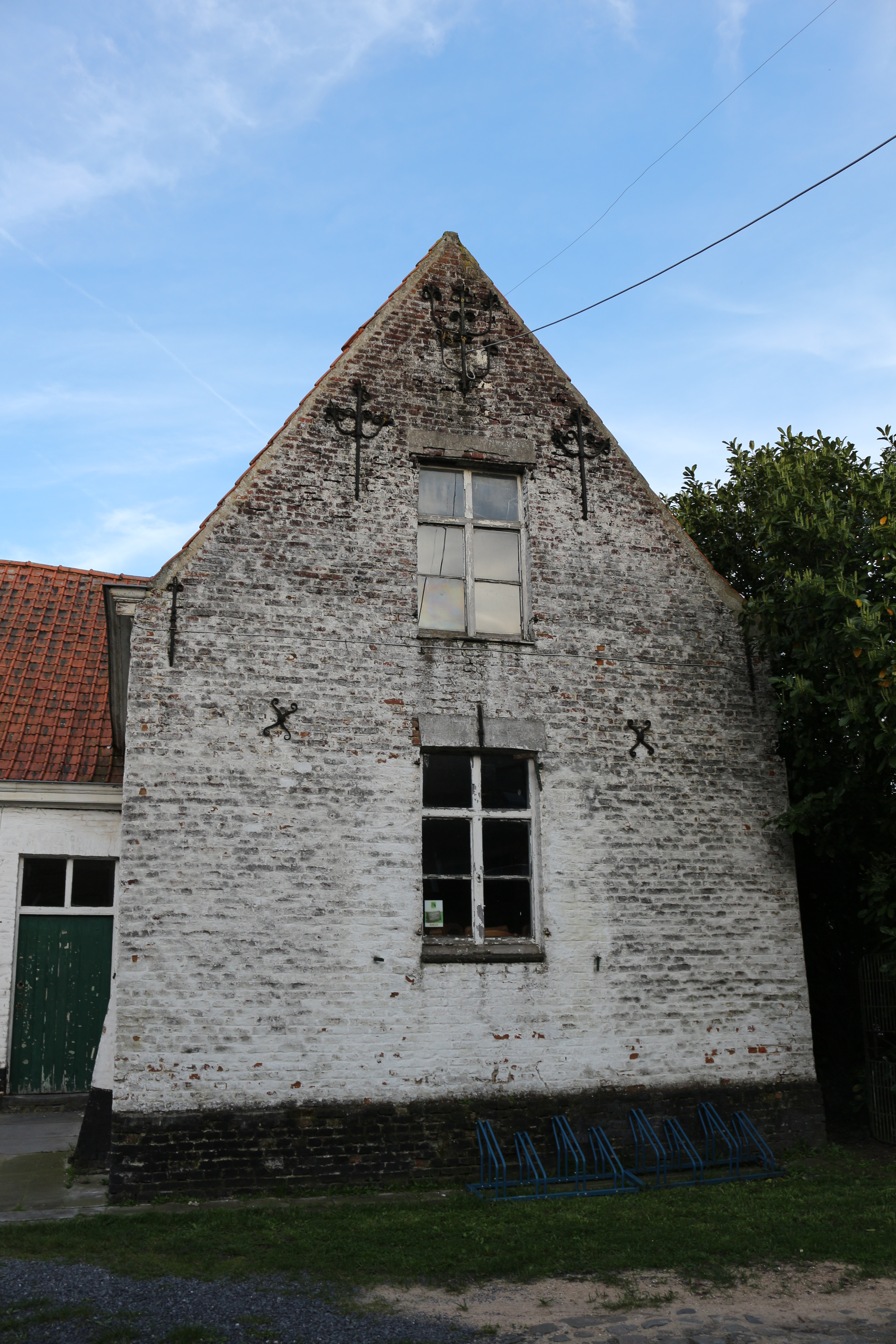
Boerenwoning, zijgevel voorzien van sierlijke muurankers.
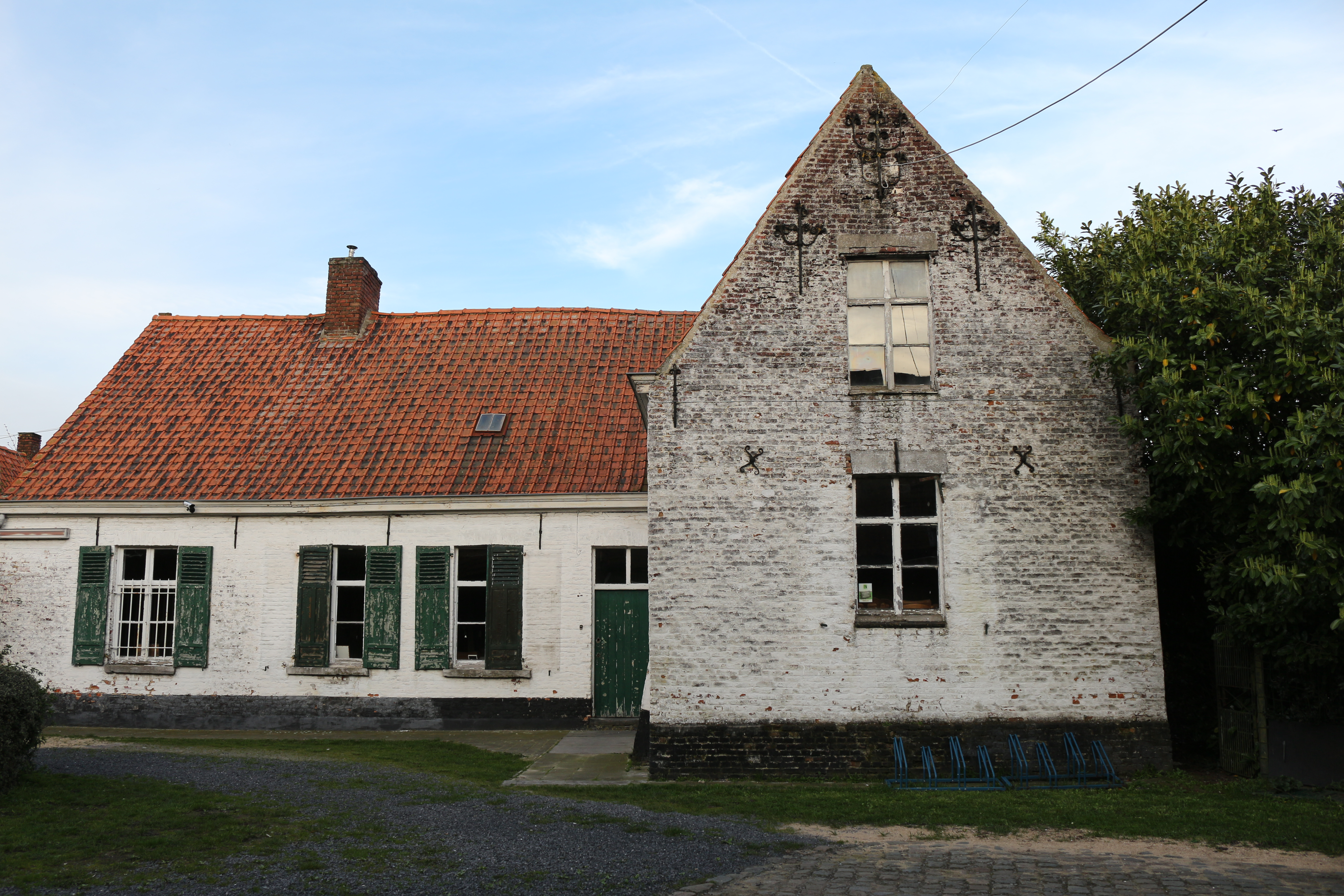
De hoevewoning vanop het binnenplein dateert van 1702.
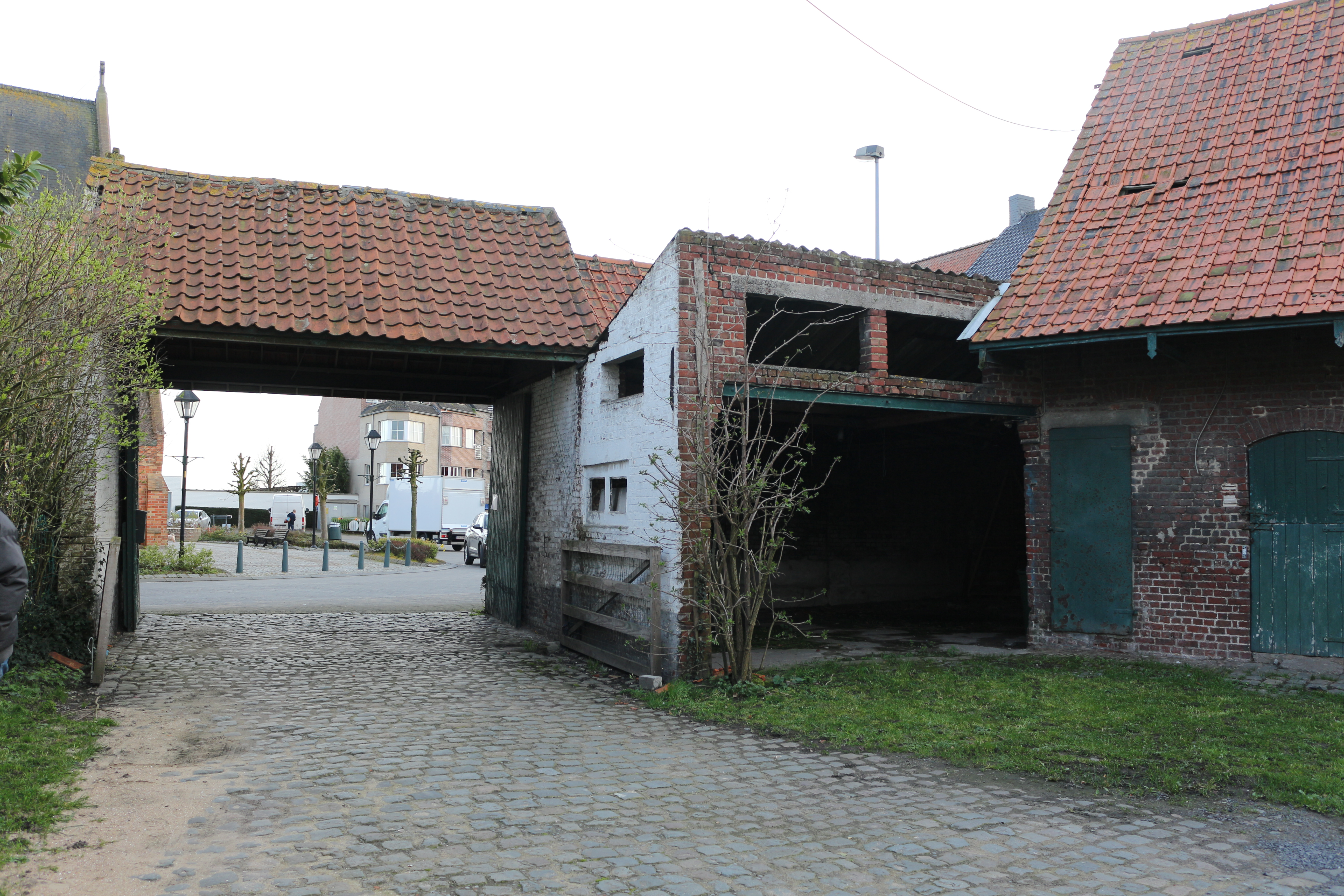
Het poortgebouw, oorspronkelijk de enige ingang, kijkt uit op het Sint-Jansplein.
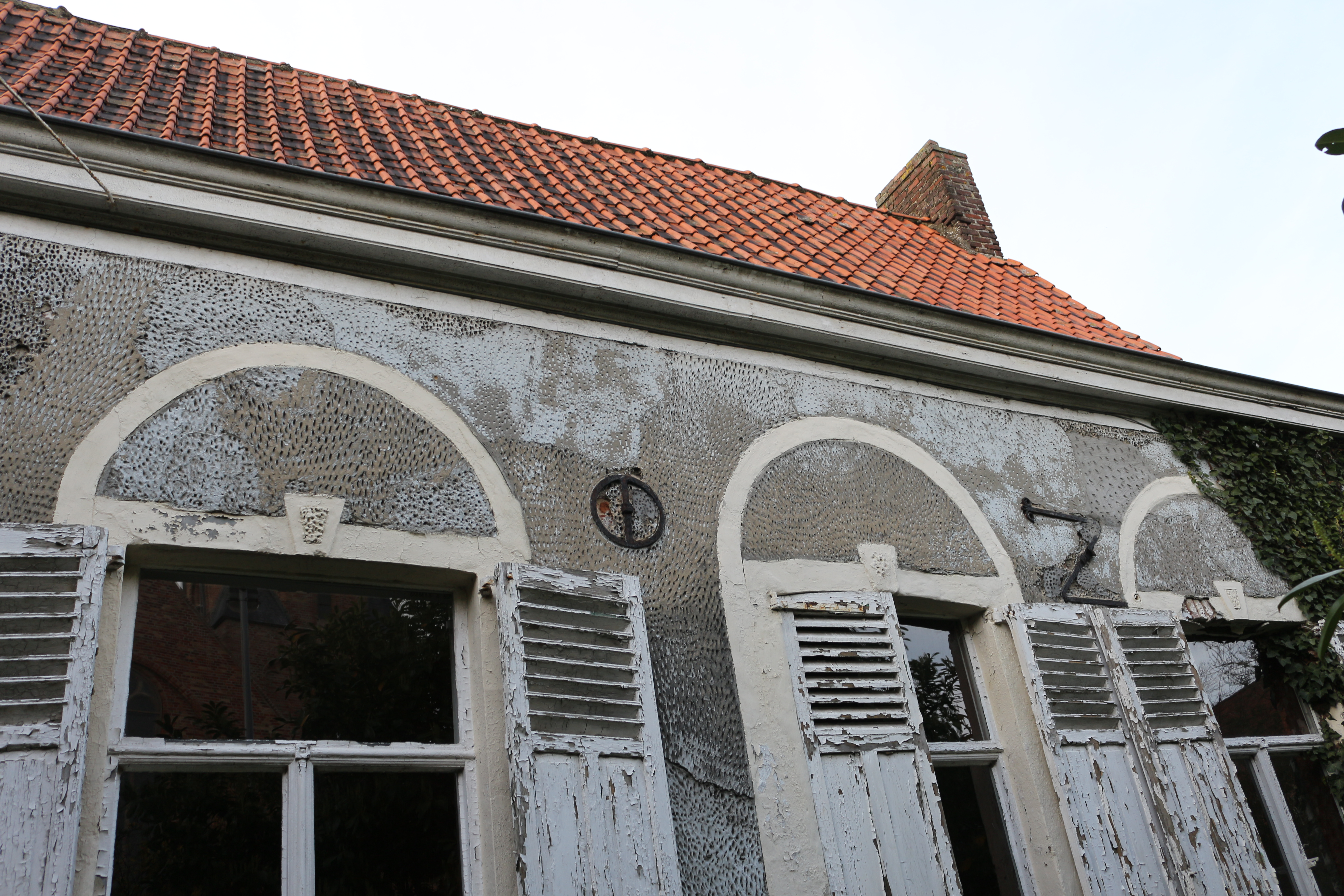
Beschilderde en beraapte gevel van het boerenhuis met gecementeerde plint.
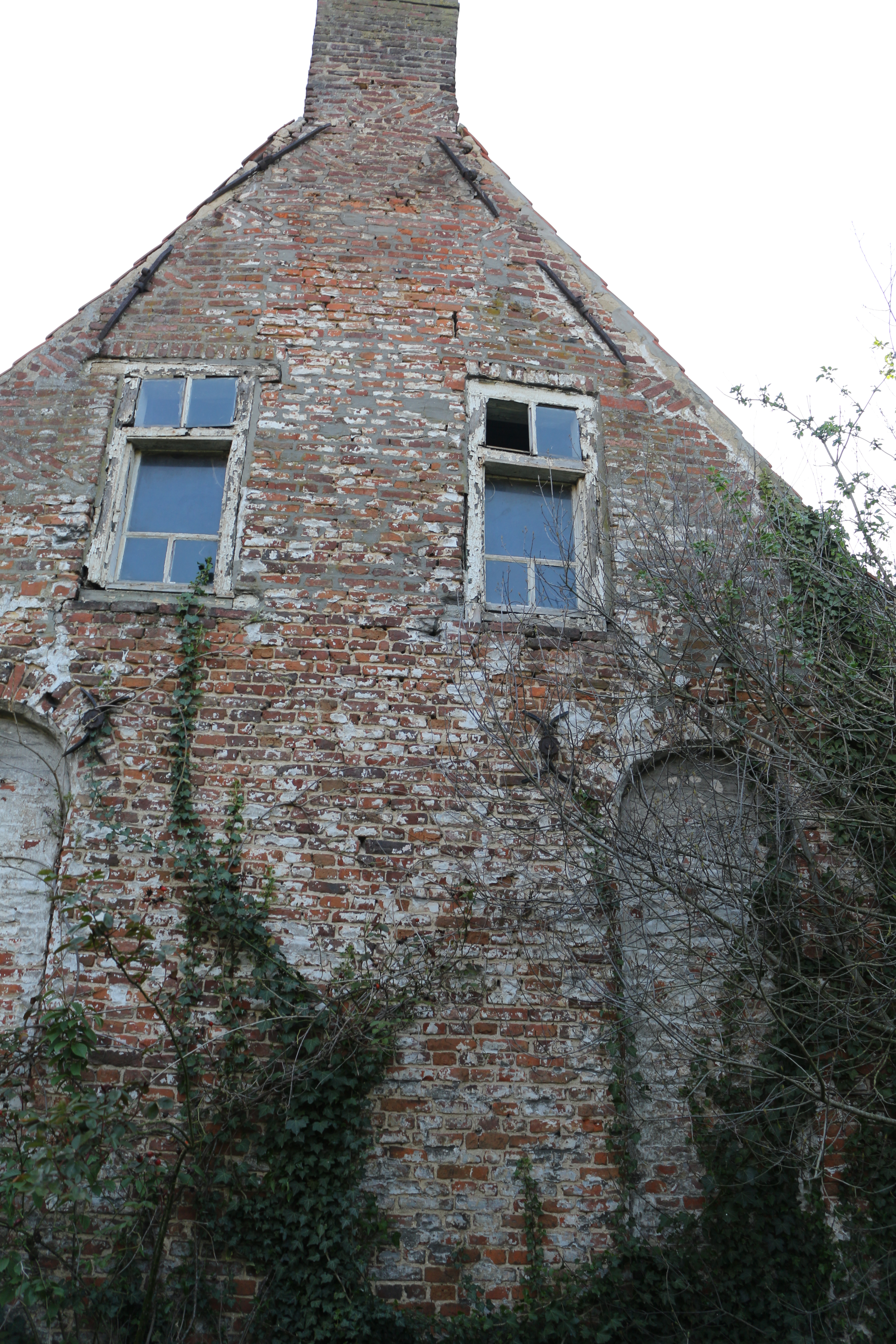
De achtergevel.Deze is als enige gevel van het boerenhuis niet (meer) voorzien van een witte cementlaag.
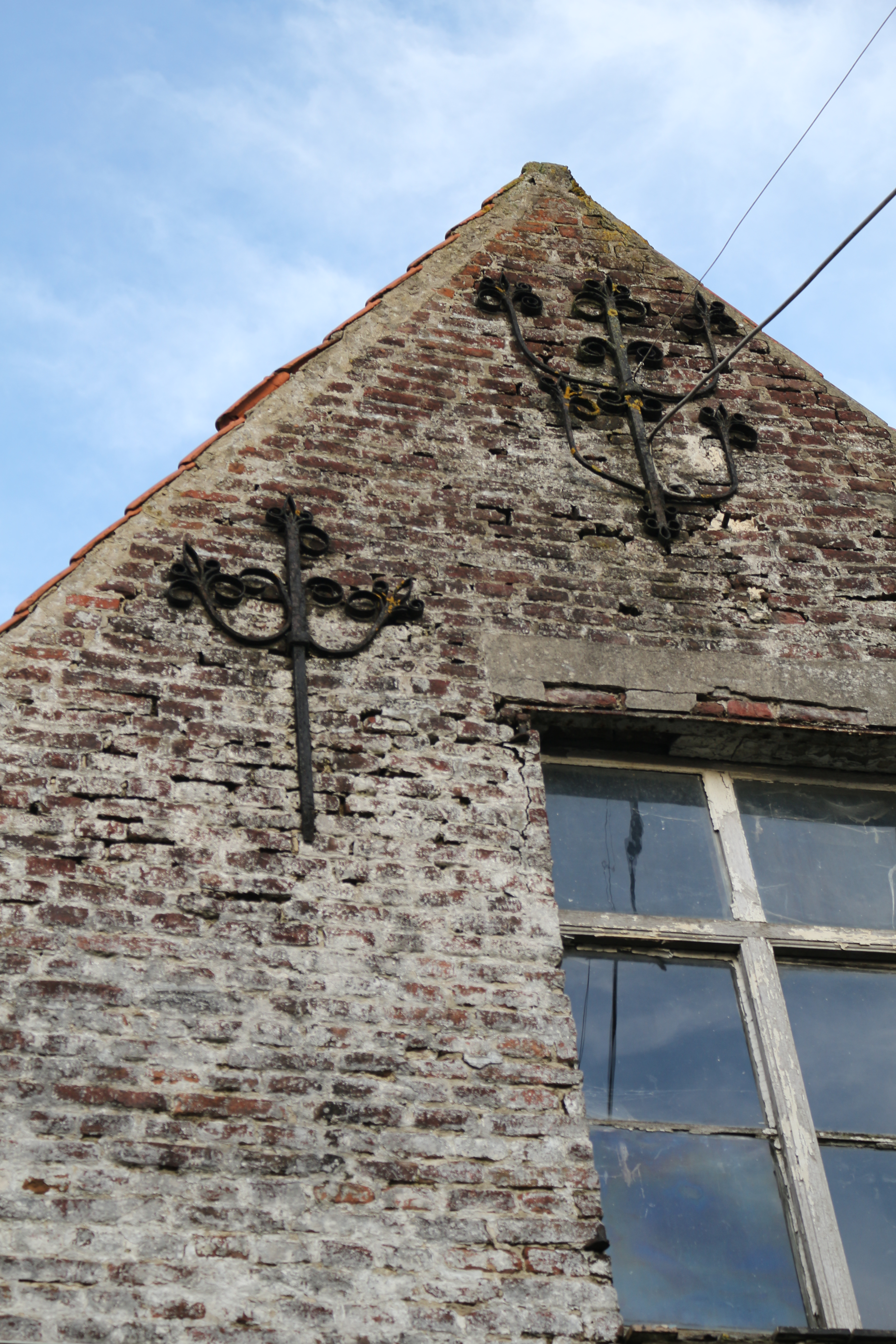
close-up van de muurankers.
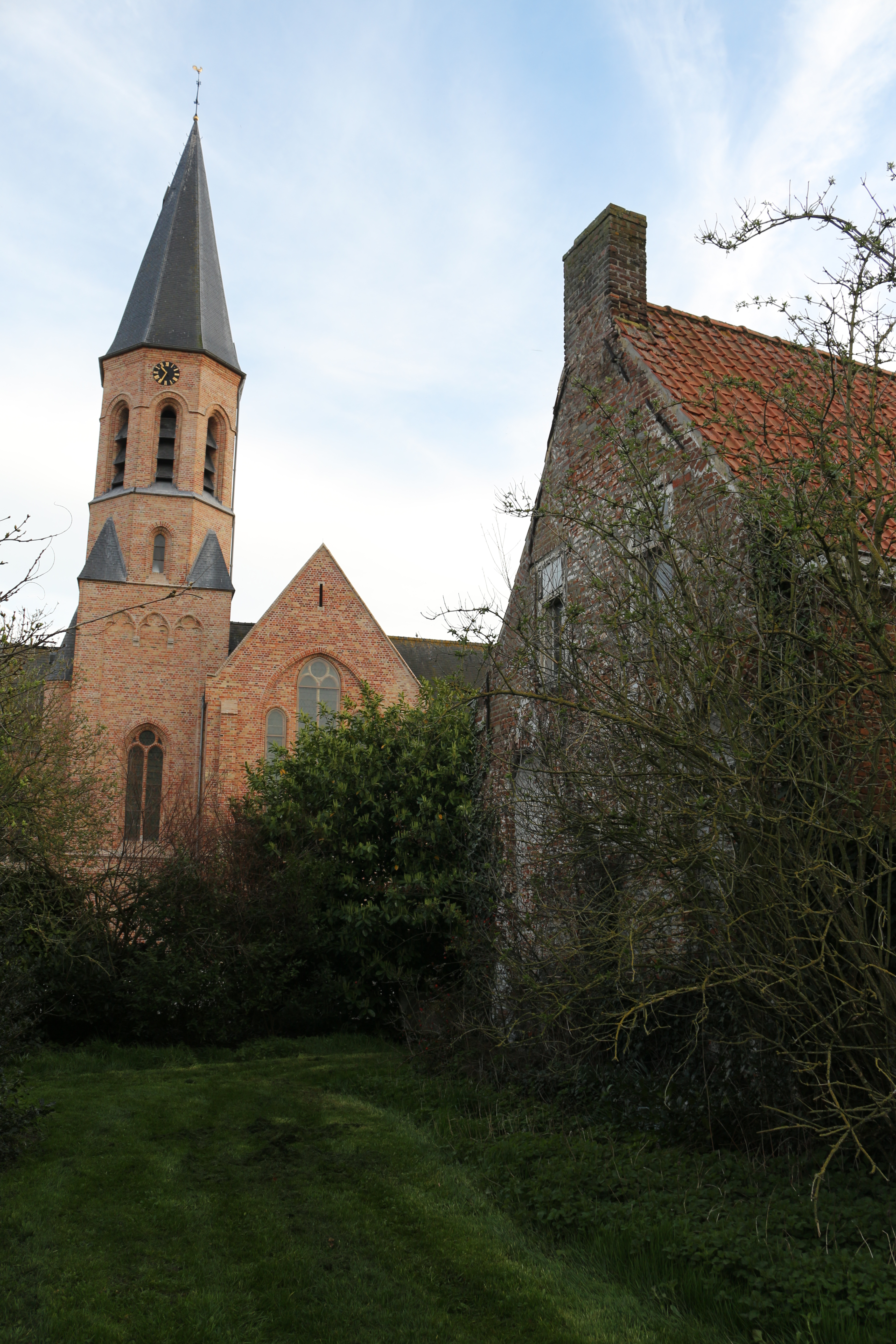
De Sint-Janskerk vormt, samen met het Capellegoed, de dorpskern.
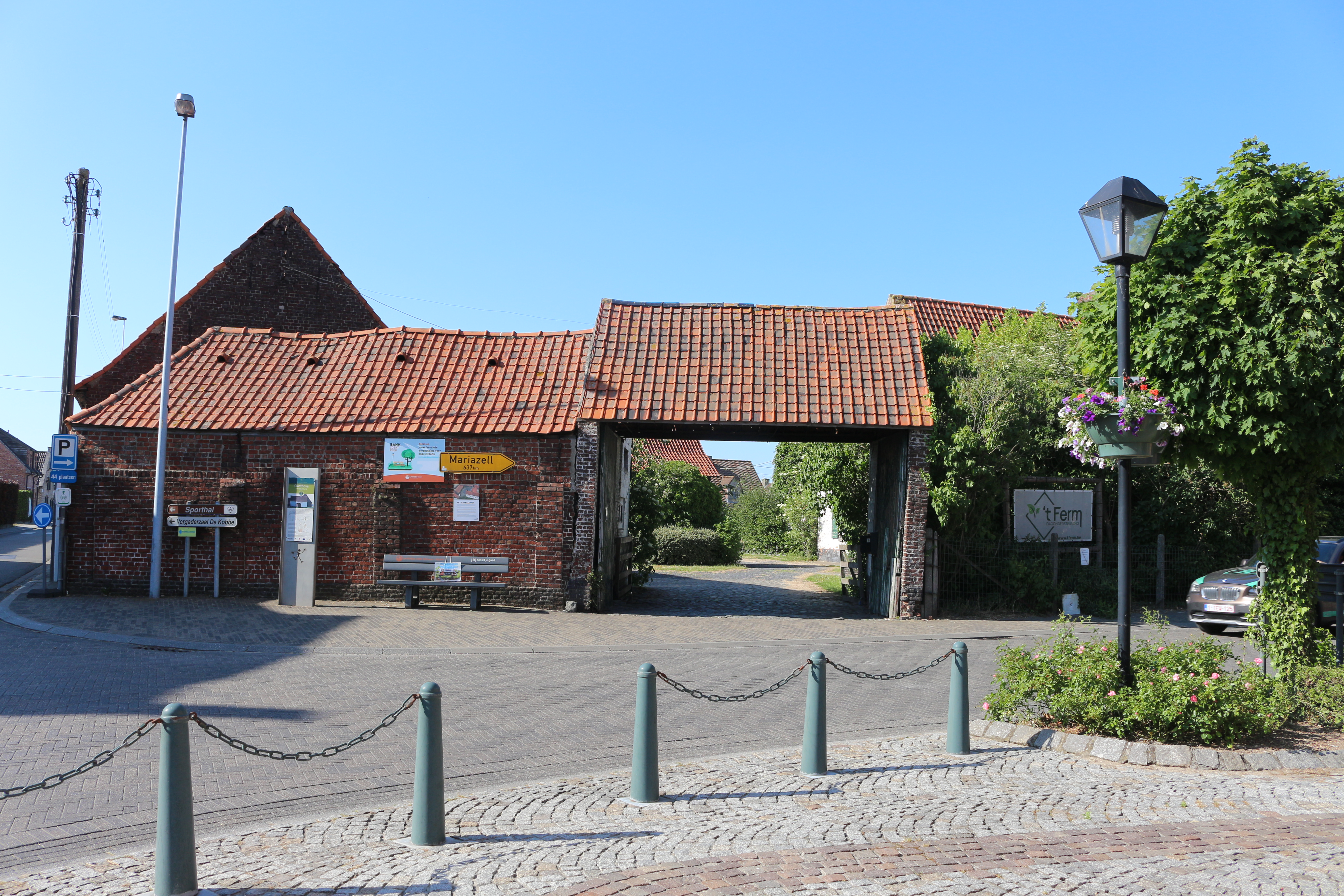
Ingang van de historische site.
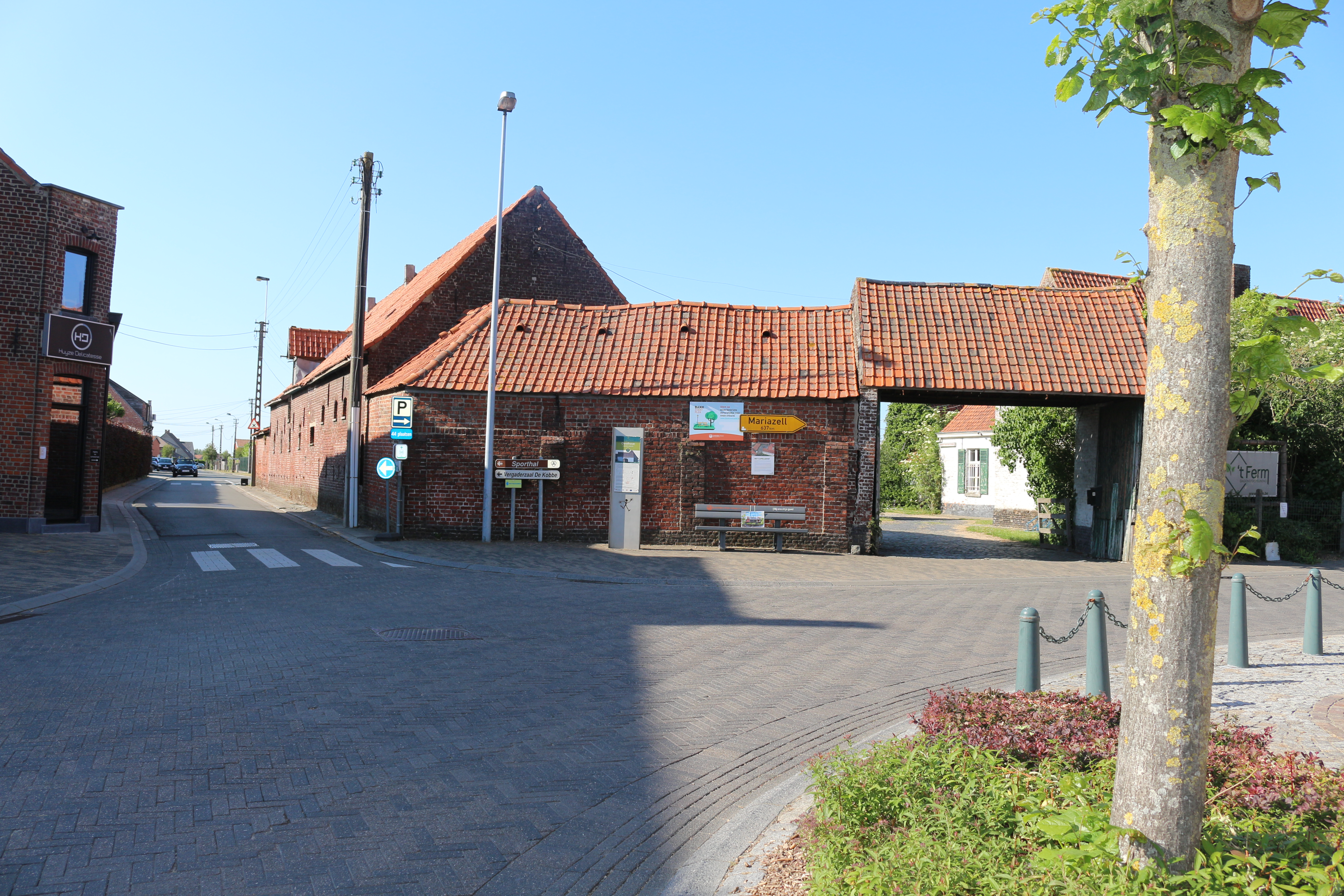
Capellegoed,het onroerend erfgoed is nauw verbonden met de ontstaansgeschiedenis van het dorp.
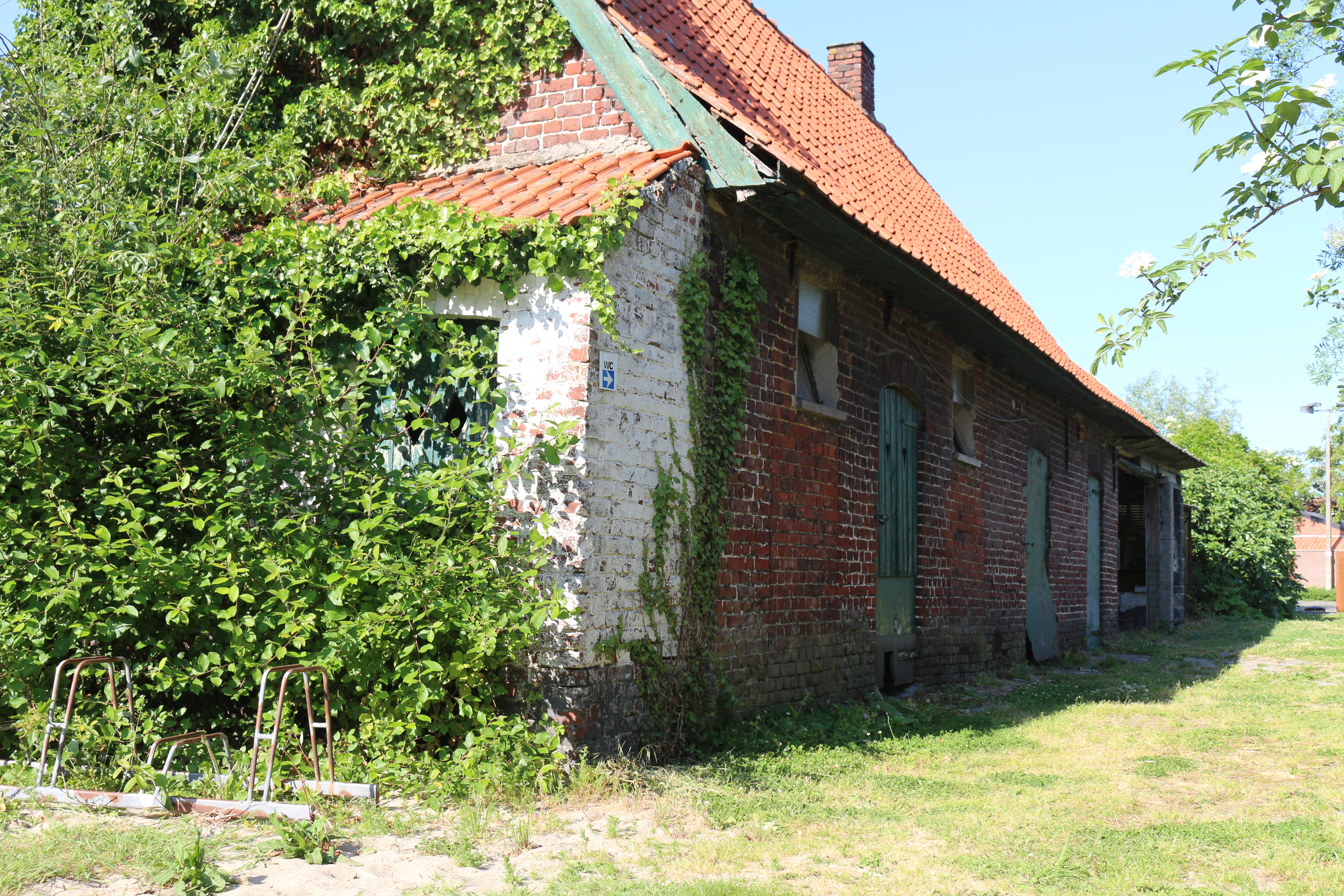
Bakkershuis op de site van het Capellehof.
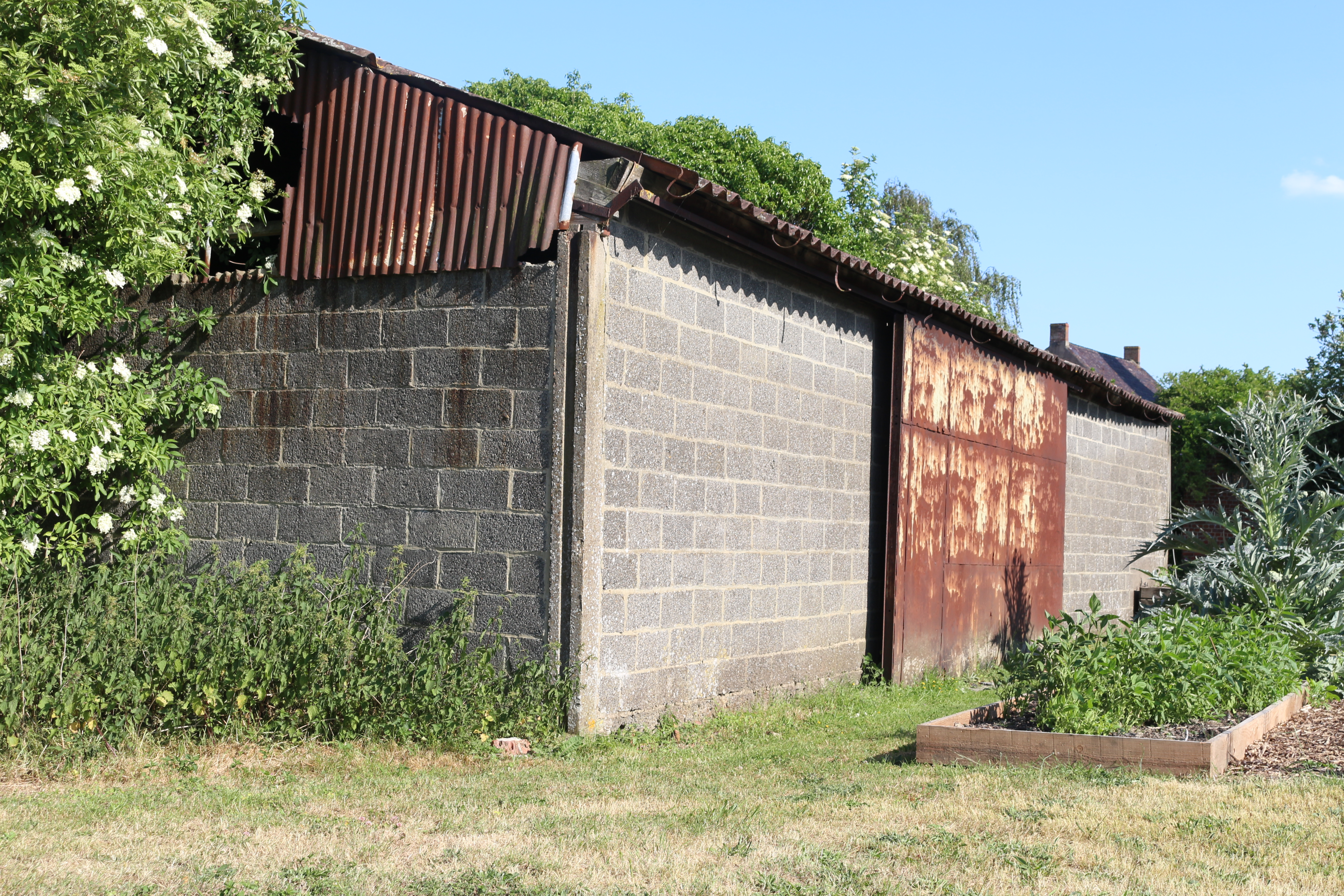
Varkenschuur met op de voorgrond de tuintjes van dagbestedingscentrum t'ferm.
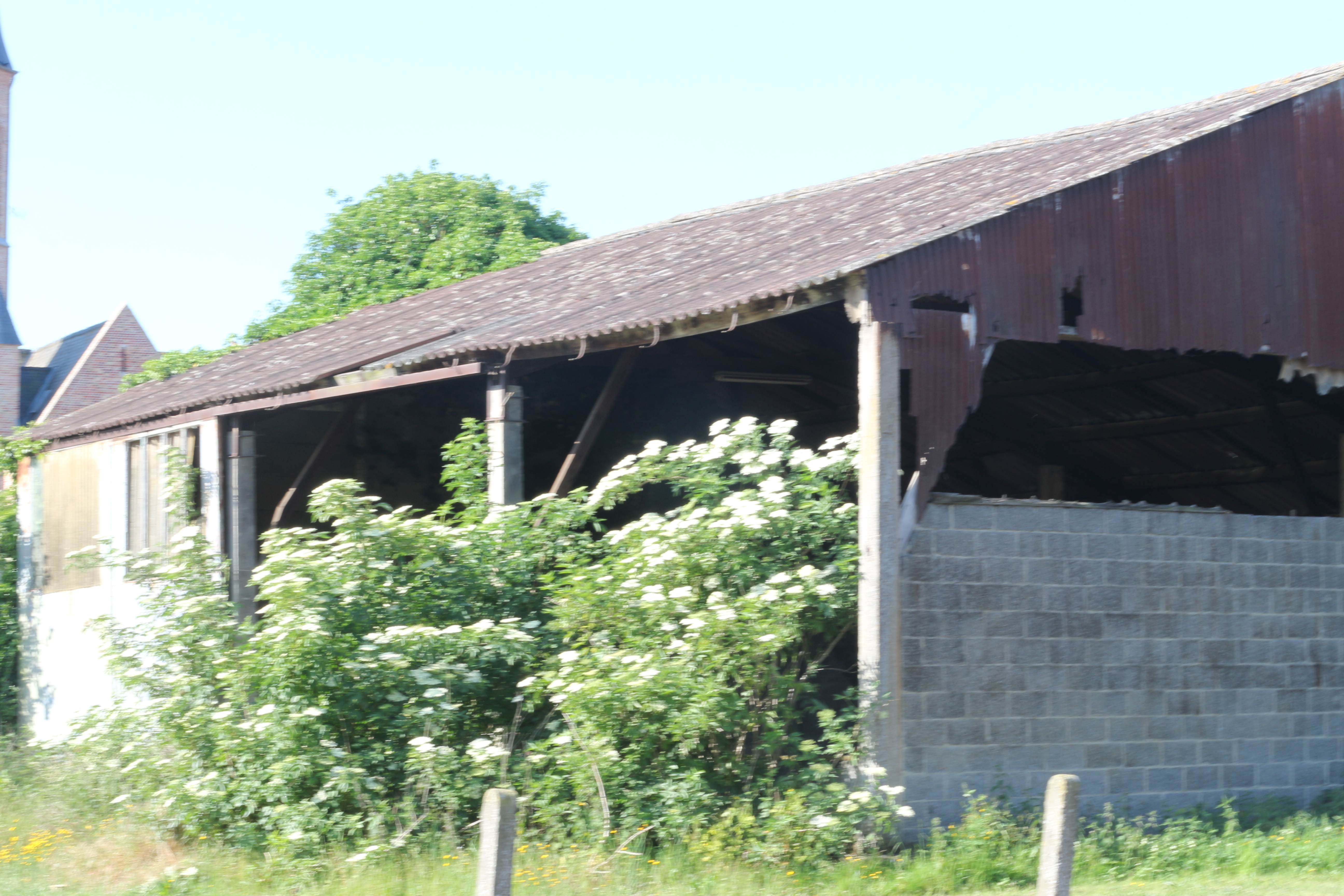
Varkensschuur. De schuur is een onderdeel van het onroerend erfgoed het Capellehof.
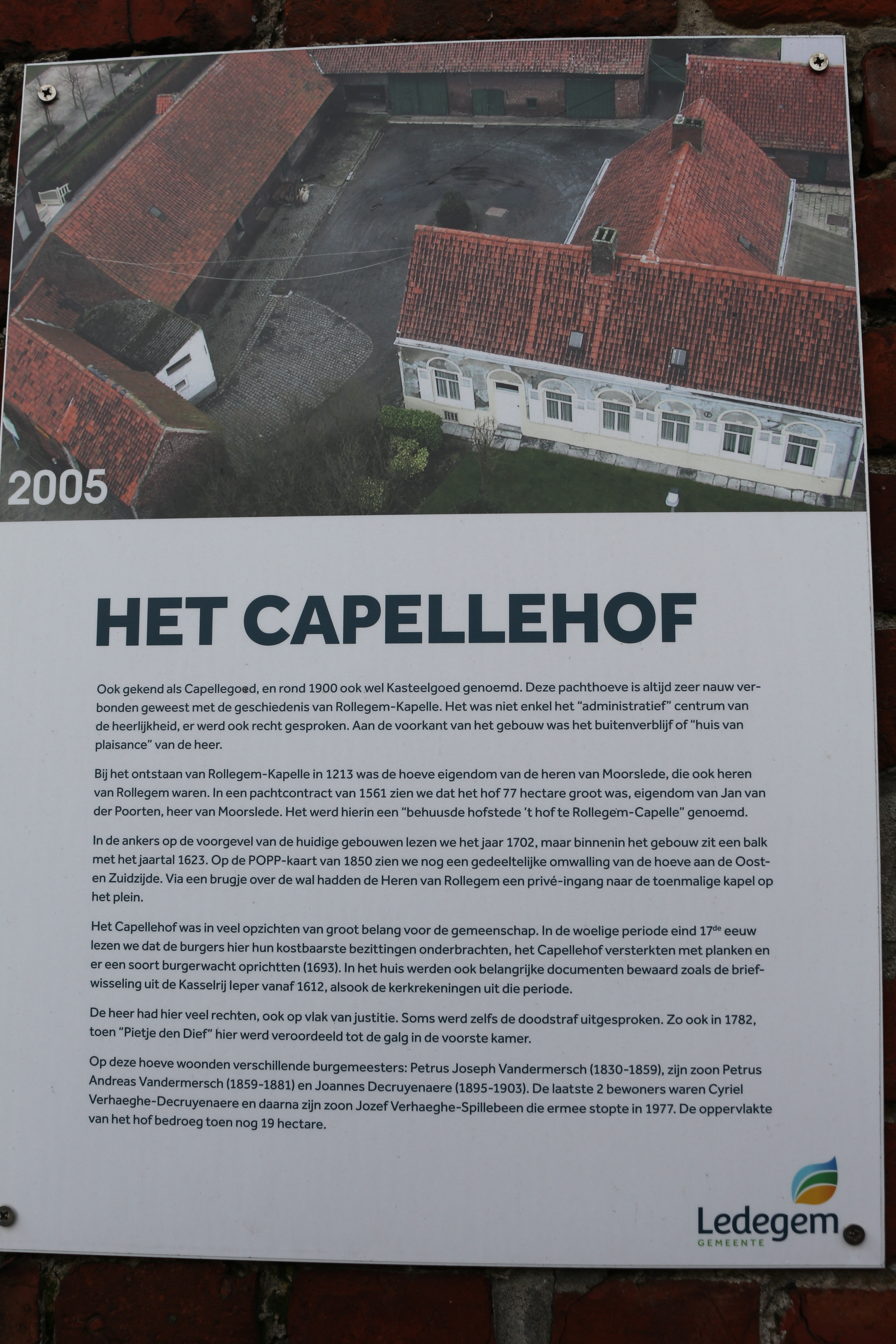
infobord aan het poortgebouw.